# Mühle Willisdorf

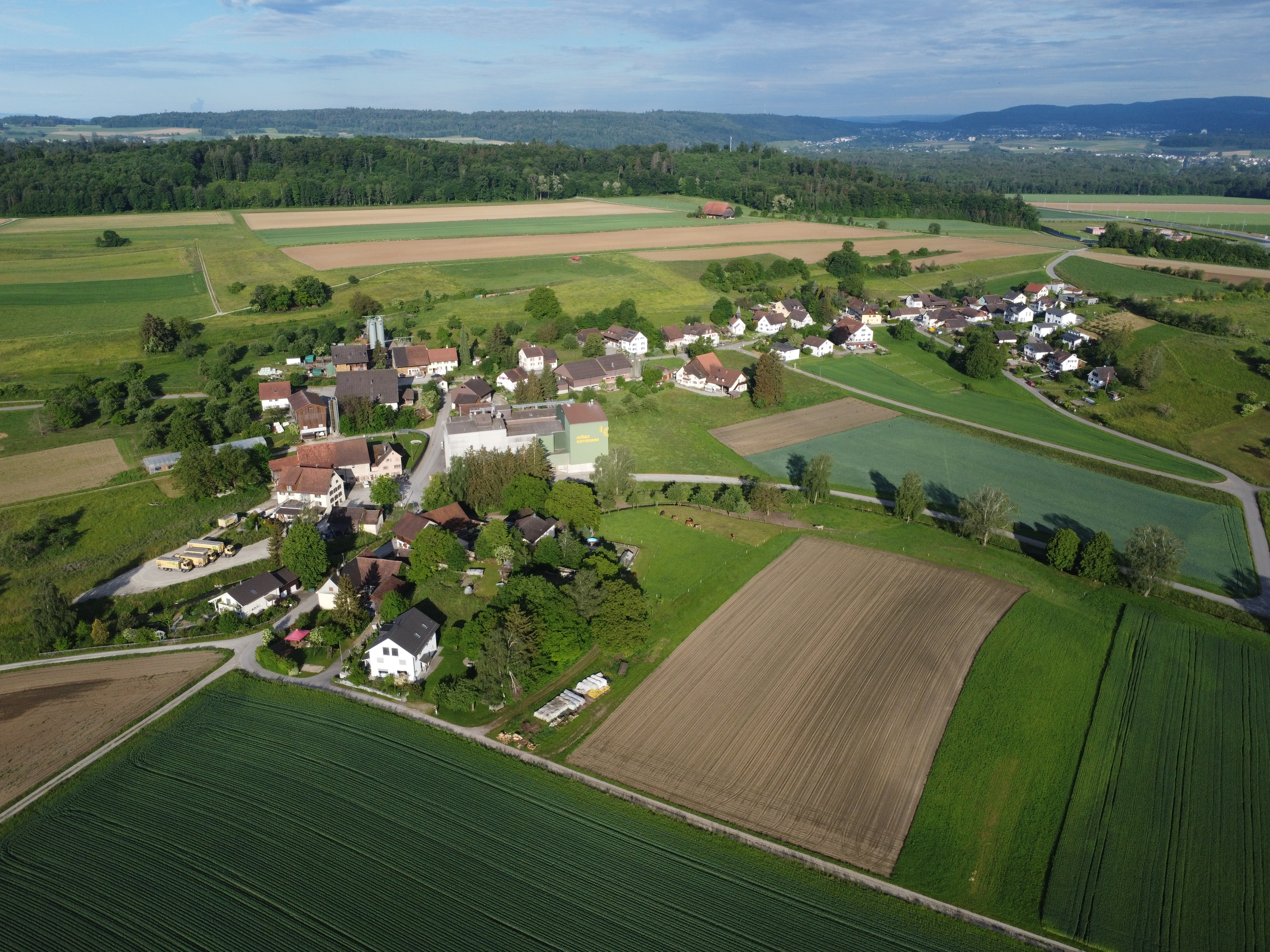
Willisdorf 2024, Sicht von Osten

Willisdorf, erstmals im Jahr 846 beurkundet, ist eine kleinere Ortschaft in der Schweiz, südlich von Diessenhofen am Rhein. 1263 wurde in diesem Dorf eine Mühle ersterwähnt, die auch in der Gegenwart mit historischen Gebäuden noch existent ist und als Teil eines KMU für die Backmehlproduktion betrieben wird.

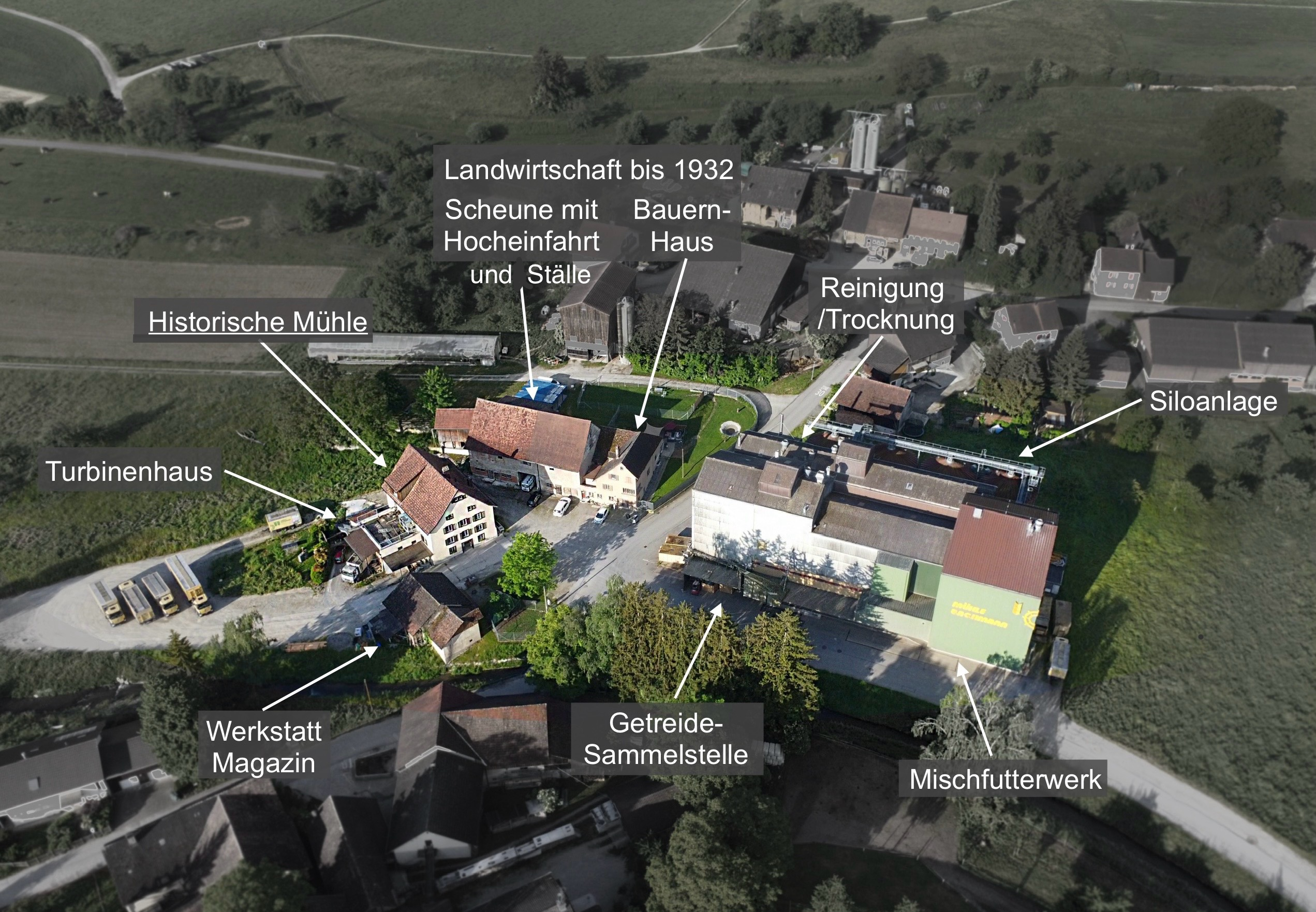
Mühle Willisdorf 2024, Ostansicht

Von den einst zehn Wassermühlen am 12 km langen Geisslibach hat nur die Mühle Willisdorf, trotz vieler Krisen und Besitzerwechsel im späten Mittelalter, die Zeit überdauert. Zentrale Bedeutung erlangte immer die Getreidevermahlung. Vor allem im 18. Jahrhundert kamen weitere Gewerbebetriebe sowie umfangreicher Grundbesitz dazu.
Seit 1857 steht die Mühle im Besitz der Familie Bachmann von Diessenhofen, nun in der 6. Führungs-Generation. Erst im 20. Jahrhundert, nach langem Gleichstand, veränderte sich die Energie- und Mühlentechnik durch viele Innovationen grundlegend. 1962 wurde der Betrieb mit einer Getreidesammelstelle und 2012 durch eine Futtermühle mit Mischfutterwerk sowie 2014 noch durch eine Siloanlage für Getreide in Winterthur-Töss erweitert.
Die Mühle Bachmann AG hat 2025 15 Vollarbeitsplätze mit Lehrlingsausbildung in Willisdorf. Die Annahmekapazität beträgt 60 t/h. Die Mahlleistungen verschiedener Produkte sind: Backmehl 350–400 kg/h, Futtermehl 6–8 t/h. Es werden nebst Backmehlprodukten, Fertigfutter und Futterzusätze für zahlreiche Tierarten hergestellt und zusammen mit landwirtschaftlichen Handelsprodukten auch im Mühlenladen verkauft. Der Betrieb verfügt über vier LKWs für Lose- und Gebinde-Umschlag. In Zusammenarbeit mit der Anitech SA werden Futtermittel entwickelt und ein Beratungsdienst angeboten.
Elektrischer Anschlusswert Total: 630 kVA, max. genutzt 450 kW, davon für die Backmehlproduktion (Historische Mühle): 35–40 kW. Die Nutzung der Wasserkraft mit Stromerzeugung (um 110 MWh jährlich) wurde 2020 aufgegeben.

## Geschichte

### Mittelalter: Adels- und Klosterbesitz

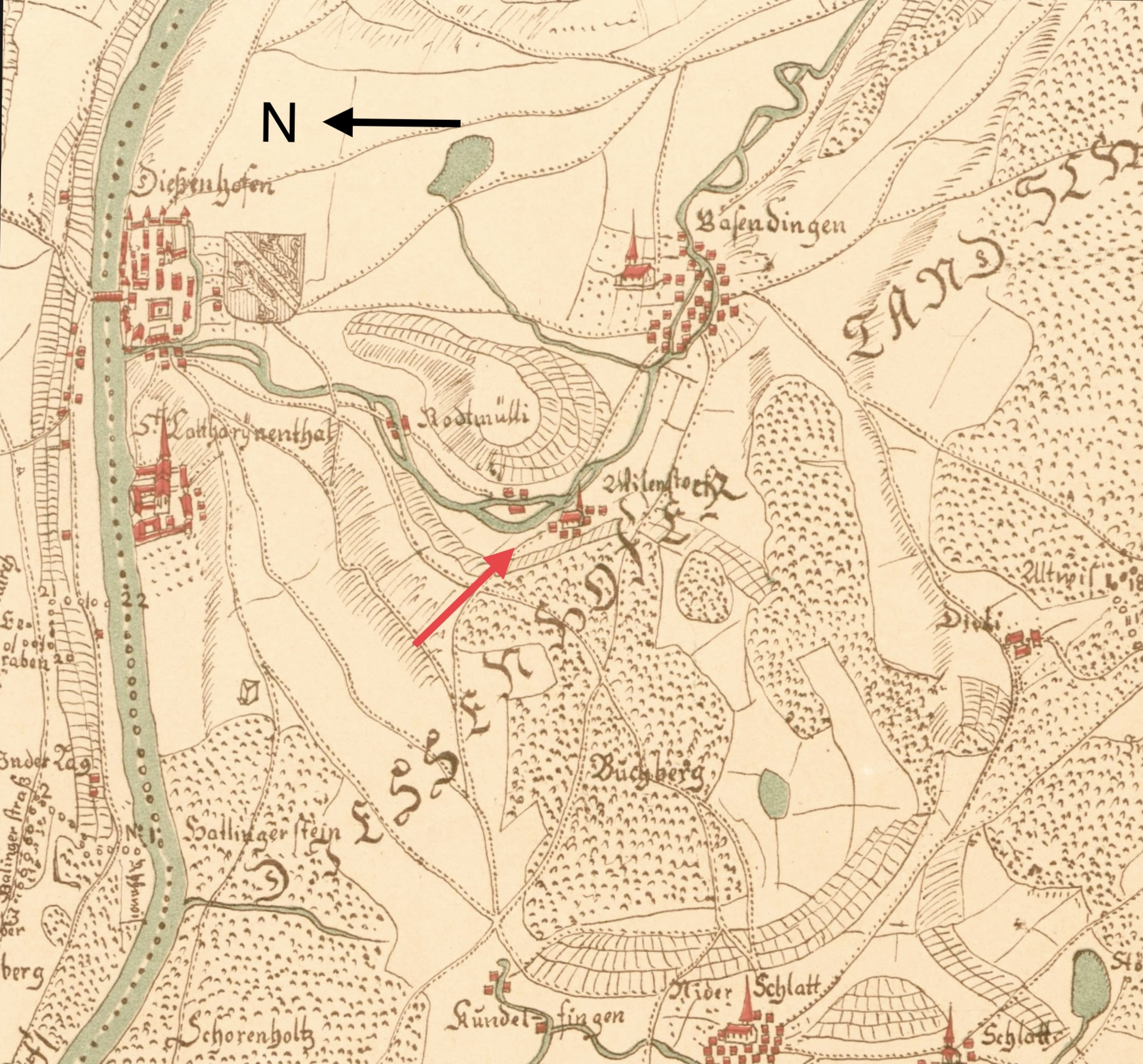
Gygerkarte 1667 („öffentliche Ausgabe“); Ausschnitt Willisdorf (Bildmitte). Der Bach-verauf lässt auf zwei Mühlen (untere und obere) schlessen

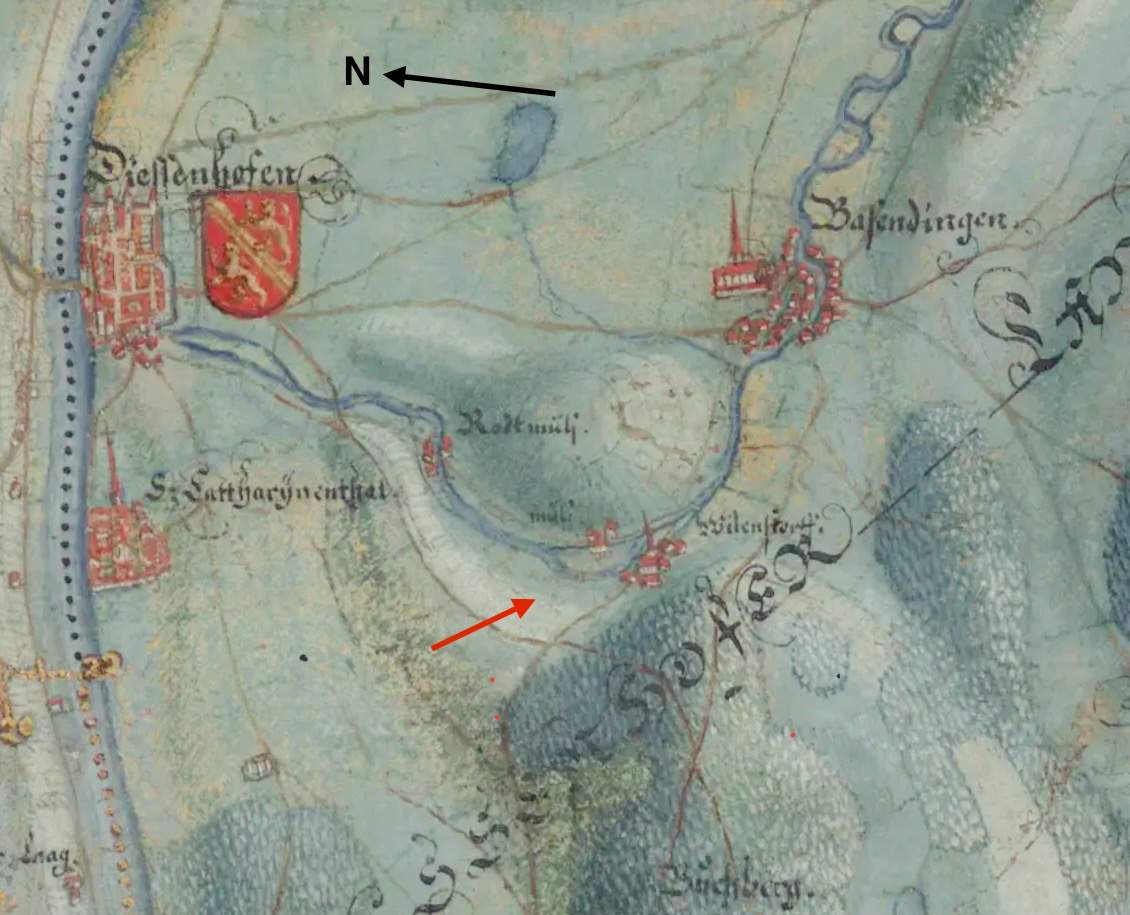
Gygerkarte 1667 („geheime strategische Ausgabe“)

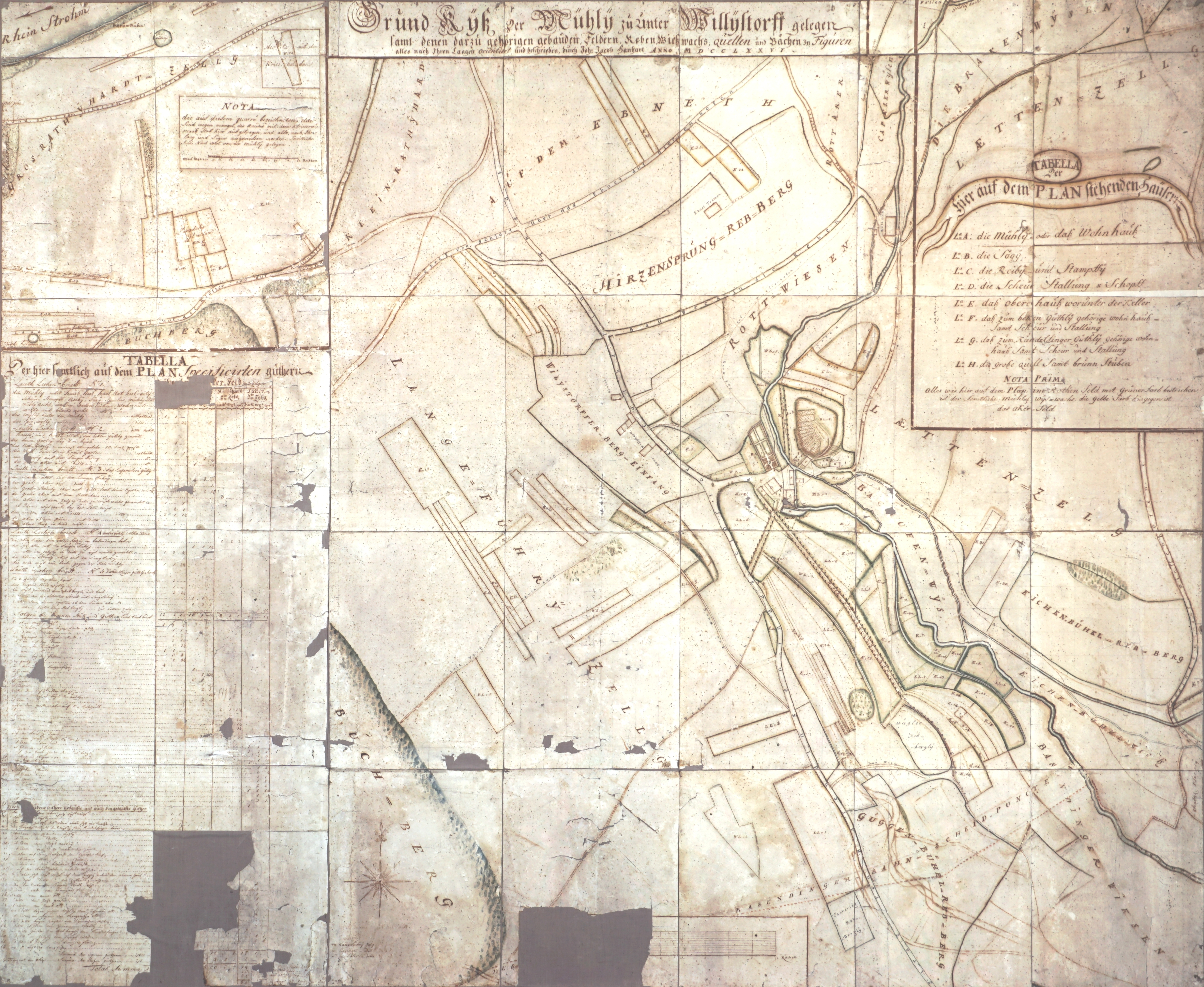
Hanhart-Karte 1776, Mühle Willisdorf

Nach einer ersten Urkunde von 846 übertrug der Adelige Wolverat ein Grossteil seines Besitzes zu „Williudorf“ an das Kloster St. Gallen. In der Folge gab es durch andere Besitzer weitere Schenkungen und Verkäufe von Gütern an diesen Konvent. 1246 veräussert der Abt von St. Gallen „der Priorin und den Schwestern in Diessenhofen ein Gut in Willisdorf für 84 Mark Silber zu beständigem Besitz“. 1263 gelangte auch die Mühle mit Gütern in Willisdorf, sowie weitere Mühlen der Umgebung, in den Besitz des 1245 gegründeten Dominikanerinnen-Kloster St. Katharinental.

#### Mühlenstandorte
1358 wurden die "obere Mühle" in Willisdorf erwähnt. Zwei Kartenauszüge von 1667 (Hans Konrad Gyger) lassen zwei direkt hintereinander liegende typische Bachverzweigungen mit Oberwasser/Unterwasser und Restwasserverlauf, bei allerdings unterschiedlich angrenzenden Gebäuden, erkennen. Es ist daher ungewiss, ob im 17. Jahrhundert gleichzeitig zwei Mühlen betrieben wurden (die zweite Karte von Gyger spricht eher dafür); fest steht nur die Existenz der nördlichen (unteren) Mühle. Gemäss Plan von 1776 (Johannes Jakob Hanhart), also 100 Jahre später, ist dagegen nur die noch bestehende südliche (obere) Mühle ("auferbauet" 1745) an einem veränderten Oberwasser-Verlauf ersichtlich. Der höher ausgelegte Zufluss ermöglichte offensichtlich eine verbesserte Effizienz der Wasserkraft.

#### Lehenszins
Nebst Ablösungszahlungen (bzw. Verkaufspreise) für die Lehensrechte waren auch nach der 1798 erfolgten Güterbeschlagnahme durch den Staat, bis zur endgültigen Säkularisierung des Klosters 1869, ein Jährlicher Lehenszins in Form von Naturalien auf St. Martinstag abzuliefern. Ausgehend von 1490 betrug er sieben (später erhöht auf acht) Mut Kernen und ein Fasnachthuhn. Diese Regelung hatte Bestand bis 1860 und bildete auch die Grundlage (10 Termine von 1860 bis 1870, kapitalisiert auf Fr. 2’138.75), für die Auslösung von Gottfriied Bachmann bei der Aufhebung des Klosters 1869. Ein Teil der Feldflächen konnte schon nach dem Beginn der Helvetik 1798, als „Eigengut“ erworben werden und wurde damit zins- und zehntenfrei.

#### Umfangreicher Gewerbebetrieb im 18. Jahrhundert
1435 wird Uli Enterschiesser als Müller und Erblehensnehmer ersterwähnt. Im 16. bis 18. Jahrhundert gibt es bei den Müllern viele Wechsel teils auch nach Pfändungen und Konkursen (s. Zeittafel). Während der schwierigen Zeit des Dreissigjährigen Krieges wurde der Mühlenbetrieb 1635 von Hans-Ulrich Mettler um eine Säge und Walche erweitert. 1661 kam noch eine Ölmühle dazu. Ab 1730 wurde auch der Grundbesitz durch Zukauf im Erblehen, von Leonhardt Küchli von Diessehofen, mit dem „Becken- oder Hungengüetli“, dem „Lazarussen-Guetli“ (Langfurfuri) und dem „Blatten- oder Weltisigüetli“, beträchtlich vergrössert. Im Juni 1745 bat er die Klosterfrauen um Holz für die „Auferbauung“ (wahrscheinlich Neubau) der oberen Mühle. Nach Aufnahme eines Darlehens von 5500 Gulden geriet Küchli 1756 schliesslich in Konkurs. Es folgten nun weitere Besitzerwechsel der Mühle mit den Lehensgütern. 1766 wurde Dr. Franz Michael Rauch von Diessenhofen neuer Besitzer. Kaufpreis: 7865 Gulden und „12 Louisdors Frankengeld“. Neu hinzu kam nun noch das „Klein-Kundelfinger -Güetli“ sowie eine Hanf- /Flachsreibe und eine Lohstampfe. Ab 1781 fanden weitere Handänderungen und Verpfändungen statt; die Mühle und die im 18. Jahrhundert hinzuerworbene Güter gingen an mehrere neue Besitzer.

### 19. Jahrhundert: Übergang zum Privateigentum

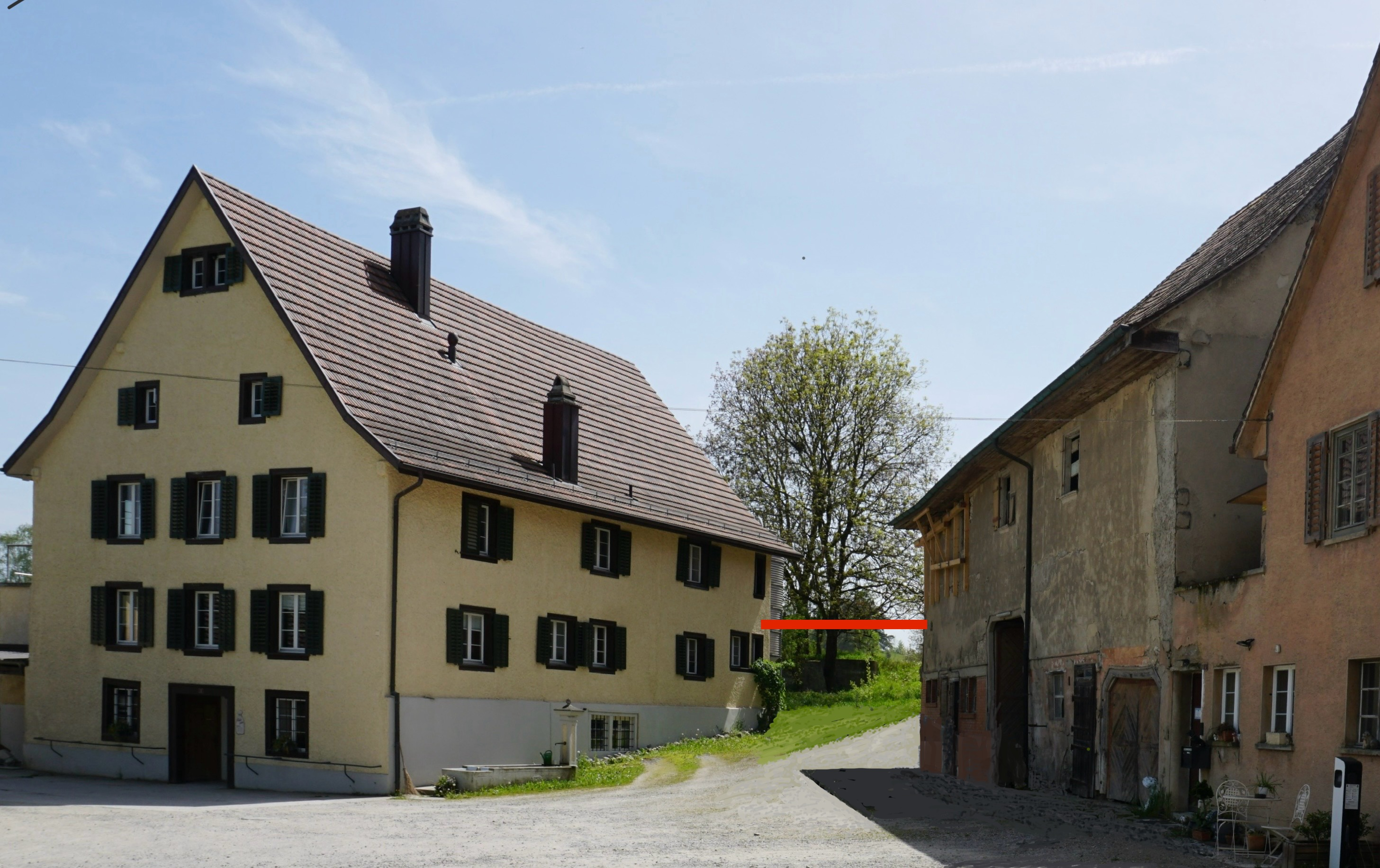
Historische Mühle (links), Scheune und Stall 1811erbaut (rechts), Wohnhaus ganz rechts kam später hinzu. Rot: frühere Trasmissionswelle

1807 wurde die Mühle mit dazugehörenden Gütern durch Sebastian Zahn von Basadingen und Felix Zulauf, Bleicher und Lehensnehmer zu Kundelfingen, um die Gesamtsumme von 12`000 Gulden Reichswährung für die Lehensrechte per Gant, käuflich erworben. Wenig später verkaufte Zahn seinen Anteil an Zulauf, welcher die Mühle renovierte und vier Jahre danach Scheune und Stall neu erbaute (noch bestehend). Vom Mühlengebäude führte eine Transmissionswelle in diesen Neubau um die Wasserkraft auch für stationäre landwirtschaftliche Maschinen (zum Beispiel Futterschneidemaschine) nutzen zu können. Das alte Ökonomiegebäude, zwischen dem historischen Mühlengebäude und der gegenwärtigen Getreidesammelstelle, wurde noch vor dem Neubau abgebrochen.

#### Letzte Lehensnehmer

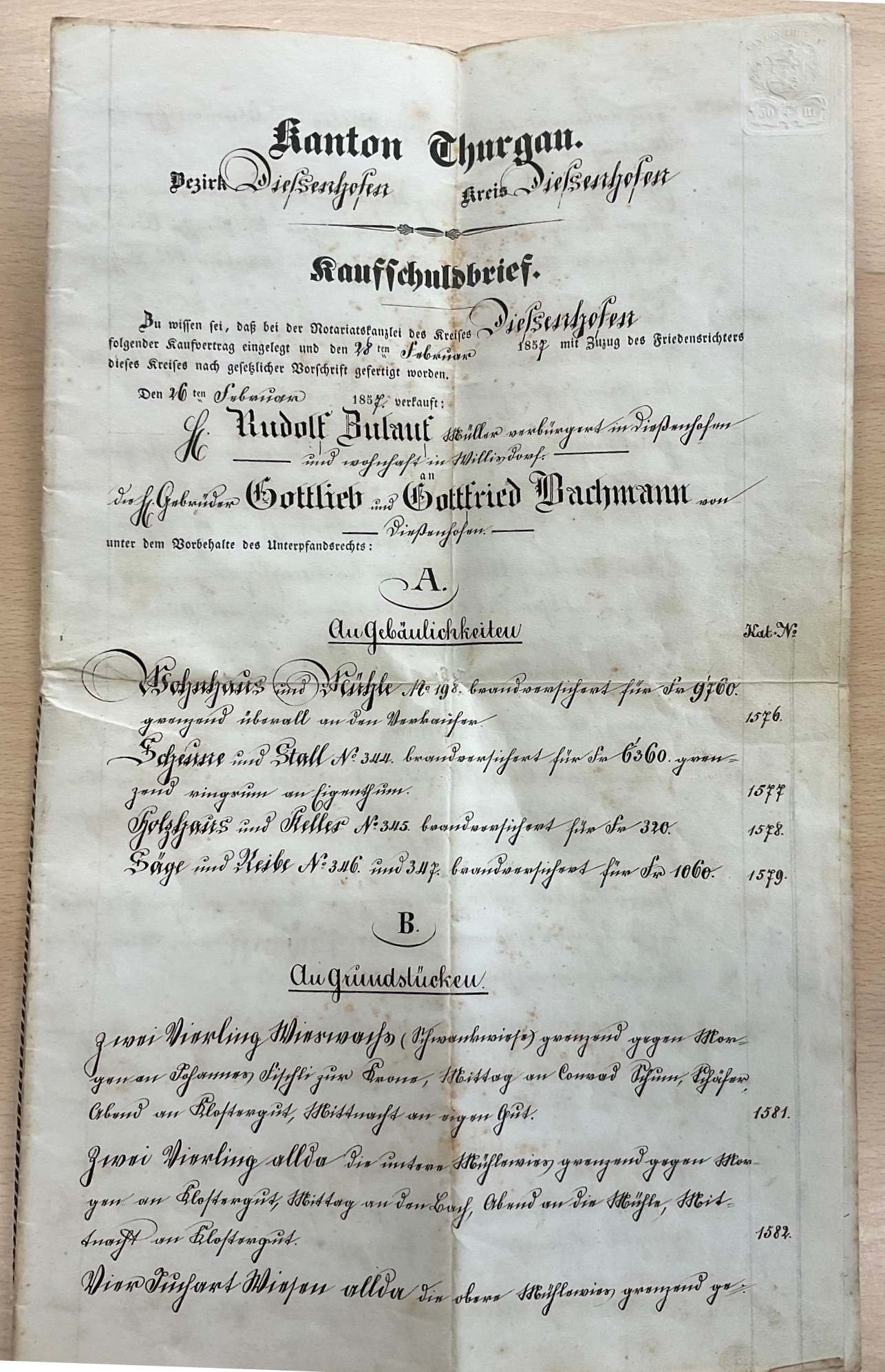
Kaufvertrag 1857

1857 kauften die Gebrüder Gottlieb und Gottfried Bachmann von Diessenhofen von Rudolf Zulauf die Lehensrechte der ganzen Liegenschaft mit 38 Juchart (um 12 ha) Land, Mühle, Wohnhaus, Scheune-Stall, Holzhaus und Keller, Säge und Reibe, inklusive Gerätschaften, Fahrhabe, Vorräte und Vieh zu einem Preis von Fr. 51‘000. 1869 bei der Aufhebung des Klosters, wurde zusätzlich noch die erwähnte Ablösungszahlung von Fr. 2’138.75 fällig.

#### Schwierige wirtschaftliche Voraussetzungen
Wirtschaftliche Situation: Nach etwa 1850 Rückgang des arbeitsintensiven Getreidebaues zugunsten der Vieh- und Milchwirtschaft, zunehmende Getreideimporte zu tiefen Preisen infolge Aufkommen des Dampfschiff- und Bahntransportes. Es entstanden die ersten Grossmühlen mit der Walzen-Mahltechnik; Folge: Konkurrenzdruck. Eine vom Finanzplatz Wien ausgelöste Krise, die Grosse Depression, hatte geringere Nachfrage und fallende Preise für Agrarprodukte zur Folge.
Die schwierige Zeit bis zum Beginn des 20. Jahrhunderts war, nebst familiären Krisen und Schicksalsschlägen, durch ein sich verschlechterndes wirtschaftliches Umfeld infolge Konkurrenz, Absatzrückgang und Preisdruck gekennzeichnet. 1881 übernahm Katharina Bachmann-Forster (1838–1896) die Mühle. Nach ihrem frühen Tod 1896 stand der Verkauf des Betriebes auf Messers Schneide. Ab 1900 führte ihr Sohn Konrad Bachmann-Forster (1864–1937), welcher bis dahin als Landwirt in Berg bei Weinfelden tätig war, die Mühle mit Landwirtschaft weiter.

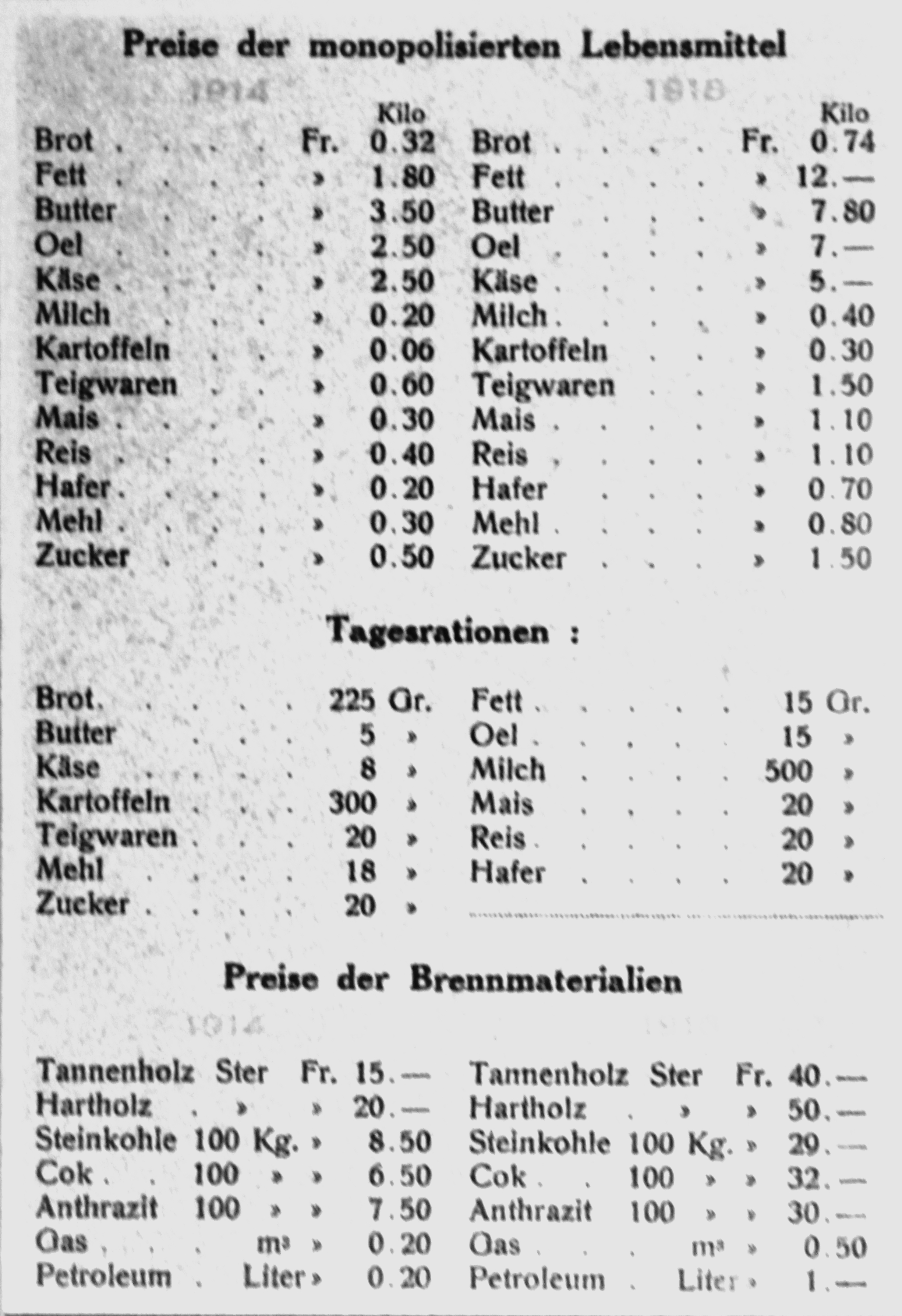
Preissteigerungen während des 1. Weltkrieges

#### Kriegszeiten: Wertschätzung bei strenger Regulierung
Vor und während dem ersten Weltkrieg veränderte sich die Lage: Rückgang der Getreideimporte; Mangelsituation und enorme Preissteigerungen führten zur staatlichen Unterstützung der landeseigenen Lebensmittelproduktion. Die Müllerei prosperierte, Investitionen (1913 zum Beispiel eine Gebäudrerenovation) konnten umgesetzt werden. Auch die Nachkriegszeit war durch die weitere Bundesförderung der Landwirtschaft gekennzeichnet. Für Kundenmühlen vorteilhaft waren etwa die 1925 vom Bundesrat beschlossenen Mahlprämien zur Förderung und Stützung der Selbstversorgung. Während der Zeit des zweiten Weltkrieges zeichnete sich wieder eine ähnlich günstige wirtschaftliche Situation für die Müllerei ab.
1932 wurden die Mühle und Landwirtschaft innerhalb der Familie getrennt. Konrad Bachmann-Stutz (1896–1985) übernahm die Müllerei und Gottfried Bachmann-Schaub (1864–1934) den Landwirtschaftsbetrieb.

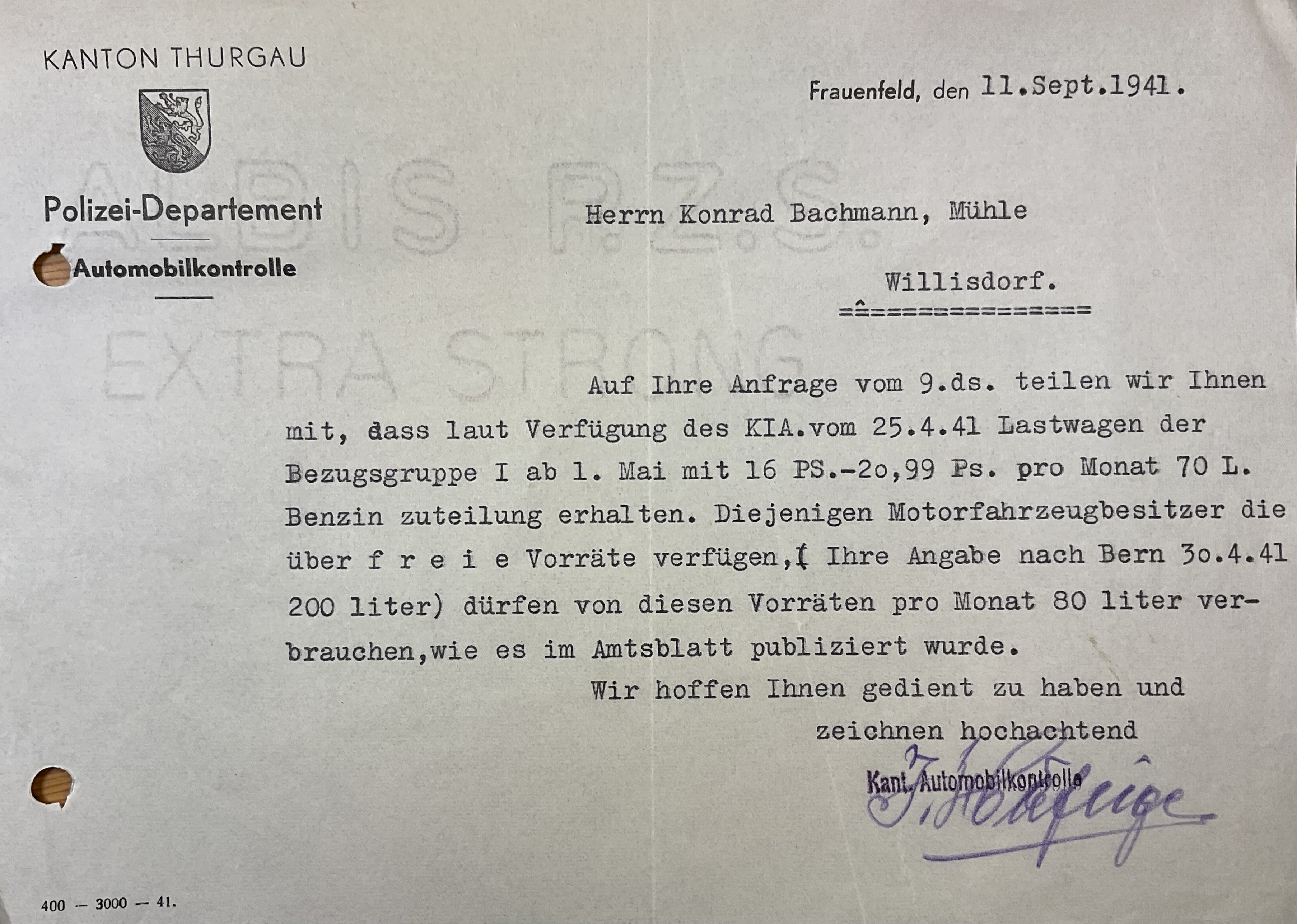
1941: Für Getreide- und Mehltransporte mit dem Lastwagen standen pro Monat nur 70 lt Benzin zur Verfügung

In den Kriegsjahren 1939–1945 galten für alle Handels- und Kundenmühlen die vom Kriegsernährungsamt herausgegebenen Mahlvorschriften. Das Mehl durfte gemäss Typenmuster gleich oder etwas dunkler, auf keinen Fall jedoch heller vermahlen werden. Es kam diesbezüglich landesweit zu vielen Verzeigungen mit harten Strafen. Im Bestreben, die Kundenwünsche bestmöglich zu erfüllen, war auch Konrad Bachmann, infolge zu heller Mehlproben, mehrmals davon betroffen. Für den Bezug von Weißmehl aus gesundheitlichen Gründen, musste dem Müller ein Arztzeugnis vorgelegt werden. Alle Warenflüsse, vor allem Getreide und Mehl, wurden von den Behörden streng überwacht. Die beantragten monatlichen 200 lt Benzin für den Lastwagen, wurden von der Polizei/Zoll auf die regulären 70 lt beschränkt. Der Warenverkehr mit den Kunden in Büsingen lief über den „Ortsbauernführer“ ab; ein spezielles Bewilligungsverfahren, regelte den zeitaufwendigen Grenzübertritt.

### Neue Epoche: Mähdrusch und Fertigfutter

Weizen-Sacklager mit 100 kg Bundessäcken um 1963

In den 1960er Jahren fand der Übergang zur Mähdruschernte statt. Für den Umschlag und die Aufbereitung/Trocknung der nun kurzfristig anfallenden Erntegüter in hohen Tonnagen, fehlte zunächst die notwendige, völlig andersartige Infrastruktur. Im Bestreben in diesem neuen Geschäftszweig zu partizipieren, stand die Firma Bachmann und weitere Privatfirmen, in einem Konkurrenzverhältnis mit den Landwirtschaftlichen Genossenschaften VOLG, welche hier ein Monopolrecht für die Aufbereitung und Abgabe von Brotgetreide anstrebten. Zuständig für die Regulierung waren die Eidgenössische Getreideverwaltung (EGV) und betreffend Rechtssprechung die Eidg. Getreiderekurskommission. Es wurde entschieden, dass auch die Firma Bachmann als Privatbetrieb eine Getreidesammelstelle mit kollektiver Annahme einrichten und betreiben kann, was sich zusammen mit entsprechenden baulichen Anschlussprojekten umsetzen liess.
Das Stammheimertal, mit einer Brotgetreideproduktion in den Jahren 1973–1978 von durchschnittlich 5’211 t/Jahr, bildete das Hauptanbaugebiet; davon verarbeiteten die Getreidesammelstelle Thalheim 1’304 t/Jahr, die Sammelstelle Bachmann 1’139 t/Jahr und die Ortsgetreideanlagen zusammen 1’037 t/Jahr. 1973 erteilte die EGV der Genossenschaft Thalheim für den Betrieb einer weiteren Annahmestelle, mit 1’500 t Lagerkapazität als Filiale, in Unterstammheim eine Bewilligung. Dies führte auch in Anbetracht von Verzögerungen, unterschiedlich interpretierten Absprachen und der eingetretenen Ertragssteigerungen zu weiteren Konflikten zwischen den verschiedenen Interessengruppen und schliesslich zu den (Kompromiss-)Urteilen des Bundesgerichts von 1980 (32 Seiten) und der Eidg. Getreiderekurskommission von 1984 (19 Seiten).
1972 übernahmen die Gebrüder Konrad Bachmann-Fuchs (1936–1998) und Max Bachmann (* 1939) den Betrieb. Die Annahmeleistung für Körnerfrüchte wurde in den Folgejahren vor allem mit dem Ausbau der Trocknungs- und Lagerkapazitäten erhöht. Infolge der abnehmenden Selbstversorgung auch in der Landwirtschaft, war nun der Geschäftsgang der Kundenmühle zunehmend rückläufig. Die weitere Beibehaltung der Mahlprämie wurde im Nationalrat in Frage gestellt und 1986 deren Abschaffung beschlossen.
1998 erfolgte die Gründung der „Mühle Bachmann AG“ als Familiengesellschaft. Die Backmehlproduktion in der historischen Mühle – nun ein Handelsbetrieb – wurde laufend an die aktuellen Erfordernisse des Marktes angepasst.

Siloanlage Töss kurz nach dem Bau 1941

Der Trend zu spezialisierten Tierhaltungsbetrieben mit zunehmender Nachfrage von Fertig-Mischfutter für immer mehr Tierarten, hielt an. Auch aufgrund der möglichen Synergien erwog man als Betriebserweiterung die Mischfutter-Produktion.
2008 wurde die Lagerkapazität mit dem Bau einer Rundsiloanlage auf über 10`000 t erweitert. 2012 konnte die nach neusten Erkenntnissen konzipierte Futtermühle mit Mischfutterwerk in Betrieb genommen werden; zentrale Maschinen: Mehrere Walzen- und Hammermühlen, Mischwerke und eine Würfelpresse. Die Gebrüder Reto Bachmann (* 1972), Müllereitechniker und Beat Bachmann (* 1975), Elektrofachmann / Technischer Kaufmann, übernahmen nun die Geschäftsführung.
2014 gründete die Mühle Bachmann AG zusammen mit der Brunner AG Mühle Oberembrach, die Silo Töss AG Oberembrach; dabei konnte eine Hochsiloanlage mit 5000 t (11 × 25 × 40 m), ursprünglich mit Bahnanschluss, von der damaligen Neumühle Töss Winterthur, käuflich übernommen werden.

### Wasserkraft bis 2020

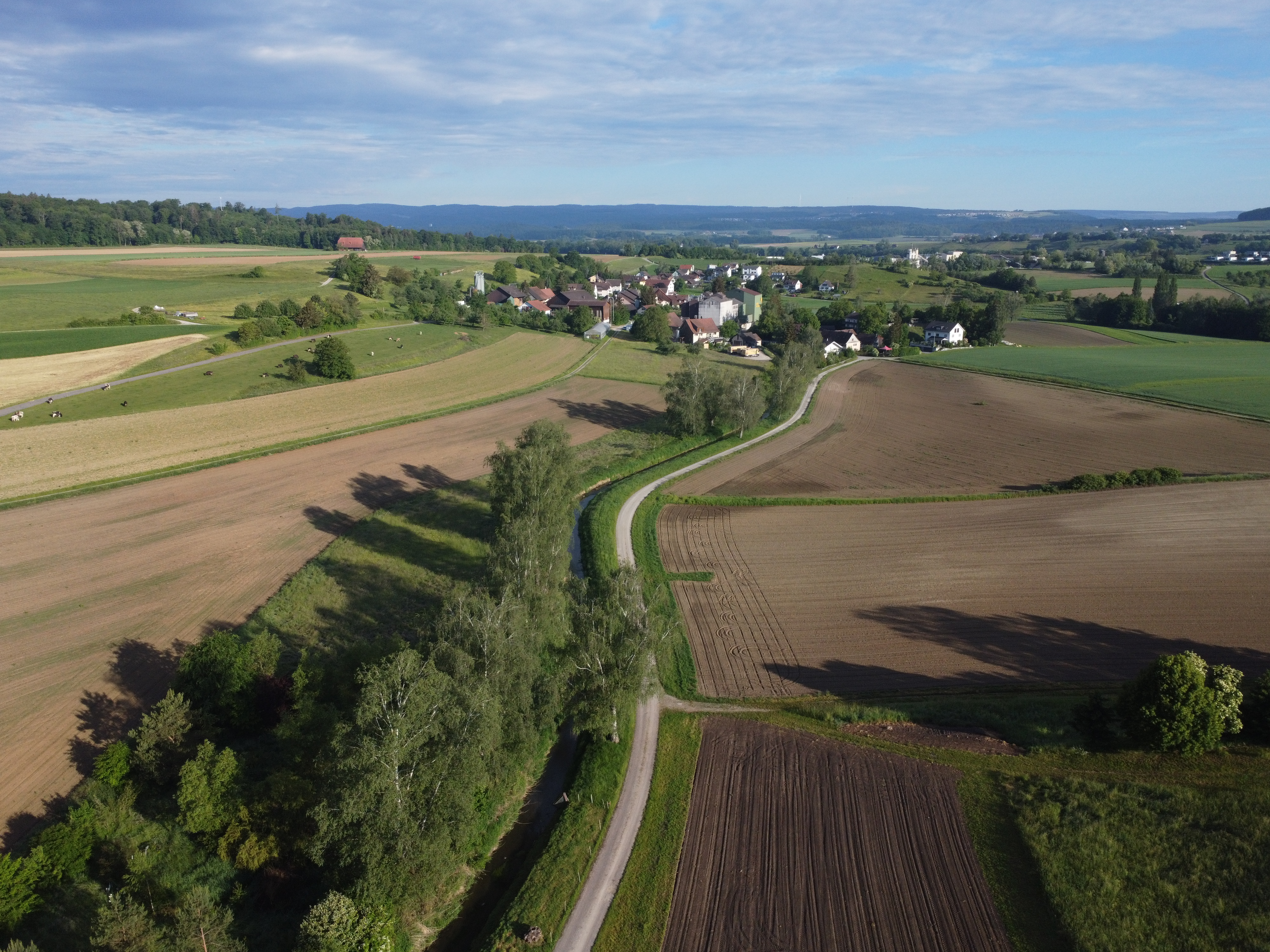
Geisslibach 2024 nach der Renaturierung, Hintergrund Willisdorf, Sicht gegen Norden

In der Region Diessenhofen mit eher schwachem unregelmässigem Windaufkommen blieb die Wasserkraft bis in die Neuzeit die einzige effiziente Energiequelle für Getreidemühlen. Es ist davon auszugehen, dass der wassereiche Geisslibach und die Senke von Willisdorf für die Besiedlung bzw. den Bau von Mühlen mit Wasserrädern an diesem Ort ausschlaggebend war.

#### Geisslibach – Lebensader für die Mühle
Im überaus trockenen Sommer 1669 führte der Bach kaum noch Wasser, ein Mühlenbetrieb war nicht mehr möglich. Der Müller Hans-Ulrich Mettler musste das Getreide mühselig nach Schaffhausen transportieren, um dort mahlen zu lassen.
Die Hanhart Karte von 1776 (oben) zeigt ein gewundener, mäandrierender Verlauf des Baches. Viele kleinere natürliche oder durch Menschenhand geschaffene Bachverzweigungen dienten in Trockenzeiten der Bewässerung und hatten bei zu viel Wasser auch eine begrenzte Drainagefunktion. Das flache Bachbett mit geringem Gefälle und der Rückstau bei der Mühle führten, vor der Bachkorrektion 1922, oft zu Staunässe, Überschwemmungen und Ernteausfällen. Bei Trockenheit mit reduzierten Quellschüttungen und tiefem Grundwasserstand waren die Versickerungsraten der ausgedehnten Bachbettfläche hoch und die Wasserführung entsprechend gering.

##### Wassernutzungsrechte und Bachkorrektion

Bau des Stauwehrs 1925

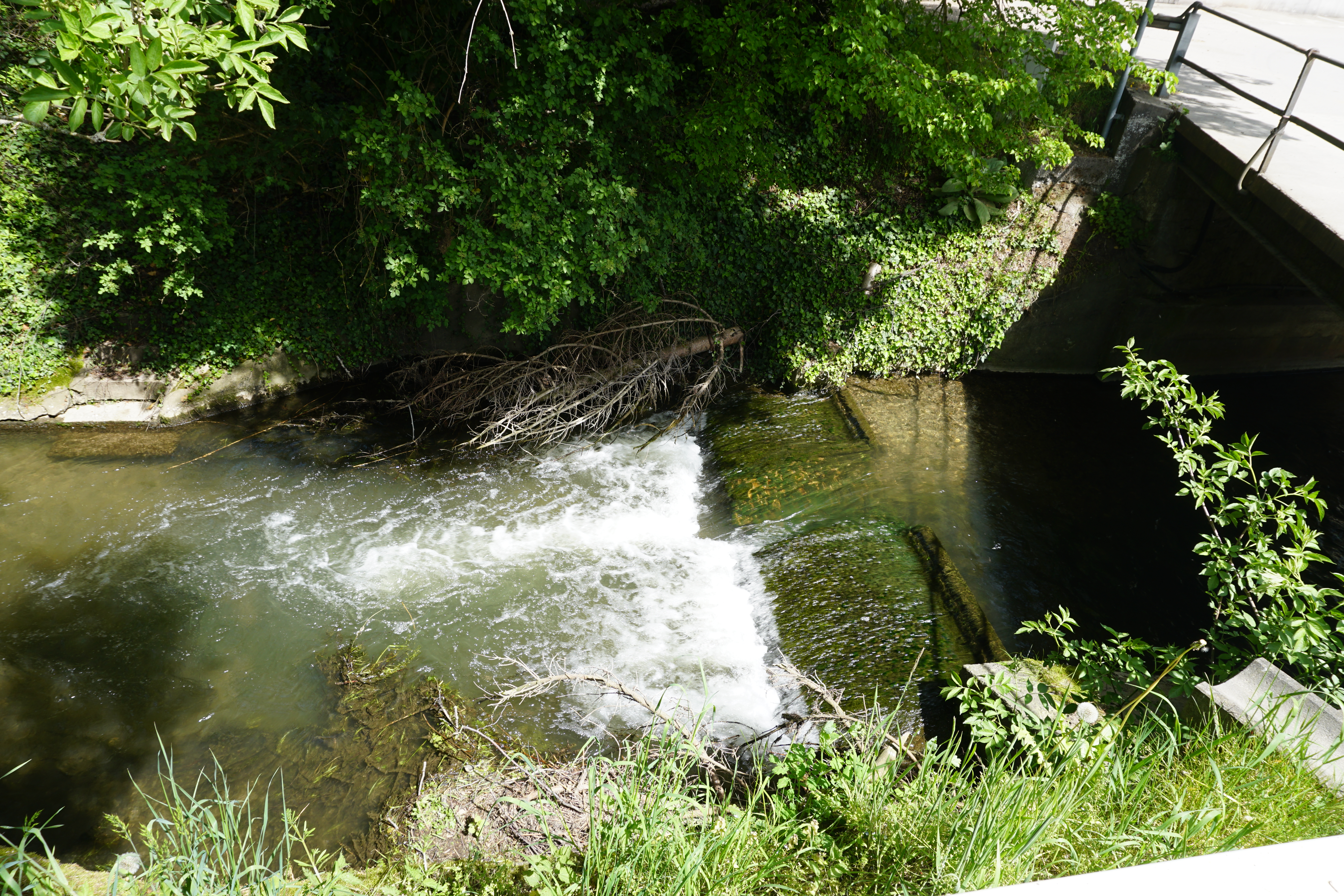
Absturzbecken 2024. An dieser Stelle wurde das Unterwasser von der Turbine von unten in den Bach zurückgeführt.

Um die bestehenden Wasser-Nutzungsrechte betreffend dem Kölscher Brunnen für die Mühle zu erhalten, konnten sich die Mühlenbesitzer in Rechtsverfahren 1842, 1909 und 1925 immer wieder durchsetzten. 1949 war Konrad Bachmann (1896–1985), zusammen mit anderen betroffenen Müllern, mit einer Klage bestrebt, dass im Stammertal – dem Haupteinzugsgebiet des Geisslibaches – nicht übermässig Grundwasser abgeleitet und in Basadingen das Regenwasser möglichst dem Bach zugeführt wurde.
1917 entschied sich der Regierungsrat für eine Melioration. 1922 folgte ein Projektvorschlag von Kantonsingenieur Albert Weber, für die Korrektion (Begradigung/Tieferlegung) des Geisslibaches zwischen Basadingen und Diessenhofen. Ausführung 1922–1925, Gesamtkosten: 73‘442 Fr. Das über 100 Jahre alte Mühlewehr wurde dabei durch ein 85 m bachabwärts liegendes neues Stauwehr ersetzt und gleichzeitig der Weiher oberhalb der Mühle trockengelegt. 1925 genehmigte der Regierungsrat das Wassernutzungsrecht für den Mühlenbetrieb auf 80 Jahre.
Die Erneuerung/Effizienzsteigerung der Wasserräder (z. B. 1939) und dann vor allem der Turbineneinbau 1948 sowie eine Absenkung des Absturzbeckens 1966, erforderten auch im näheren Bachbereich weitere kleinere bis grössere Anpassungen meistens zur Optimierung des Abflussregimes.

##### Bach-Renaturierung
2007–2010 wurde der Geisslibach unterhalb des Stauwehres renaturiert bzw. fischgängig gemacht. 2020 lief die Wasserkonzession aus, was die Öffnung des Stauwehrs und die Stilllegung der Turbine bedingte. 2022/23 erfolgten der Abbruch und die vollständige Renaturierung des Baches sowie die Eindeckung des Oberwasser-Kanals.

Wasserrad beim Rückbau 1947; Überdachung bereits entfernt

#### Wasserräder
Die Existenz und Art der Wasserräder blieb lange ohne spezielle Erwähnung. 1358 muss es auch bei der erwähnten unteren Mühle (am Bach gegenüber dem gegenwärtigen Mischfutterwerk) u. a. mindestens ein Wasserrad gegeben haben. Die Hanhart-Karte von 1776 (oben) zeigt beim Oberwasserzufluss das Wasserrad der oberen Getreidemühle. Die Existenz eines zweiten Wasserrades für die Säge, Reibe und Stampfe ist überliefert, jedoch nicht dokumentiert.
Nach 1862 konnte, dank dem eingebrachten Vermögen von Katharina Bachmann-Forster (1838–1896) der späteren Mühlebesitzerin, ein neues Wasserrad finanziert werden. Die Reibe und Säge wurden kurz vor der Jahrhundertwende aufgehoben und damit wahrscheinlich auch das nicht mehr benötigte zweite Wasserrad abgebrochen. An ihrer Stelle erscheinen Im Brandkataster eine Remise und eine Trotte.

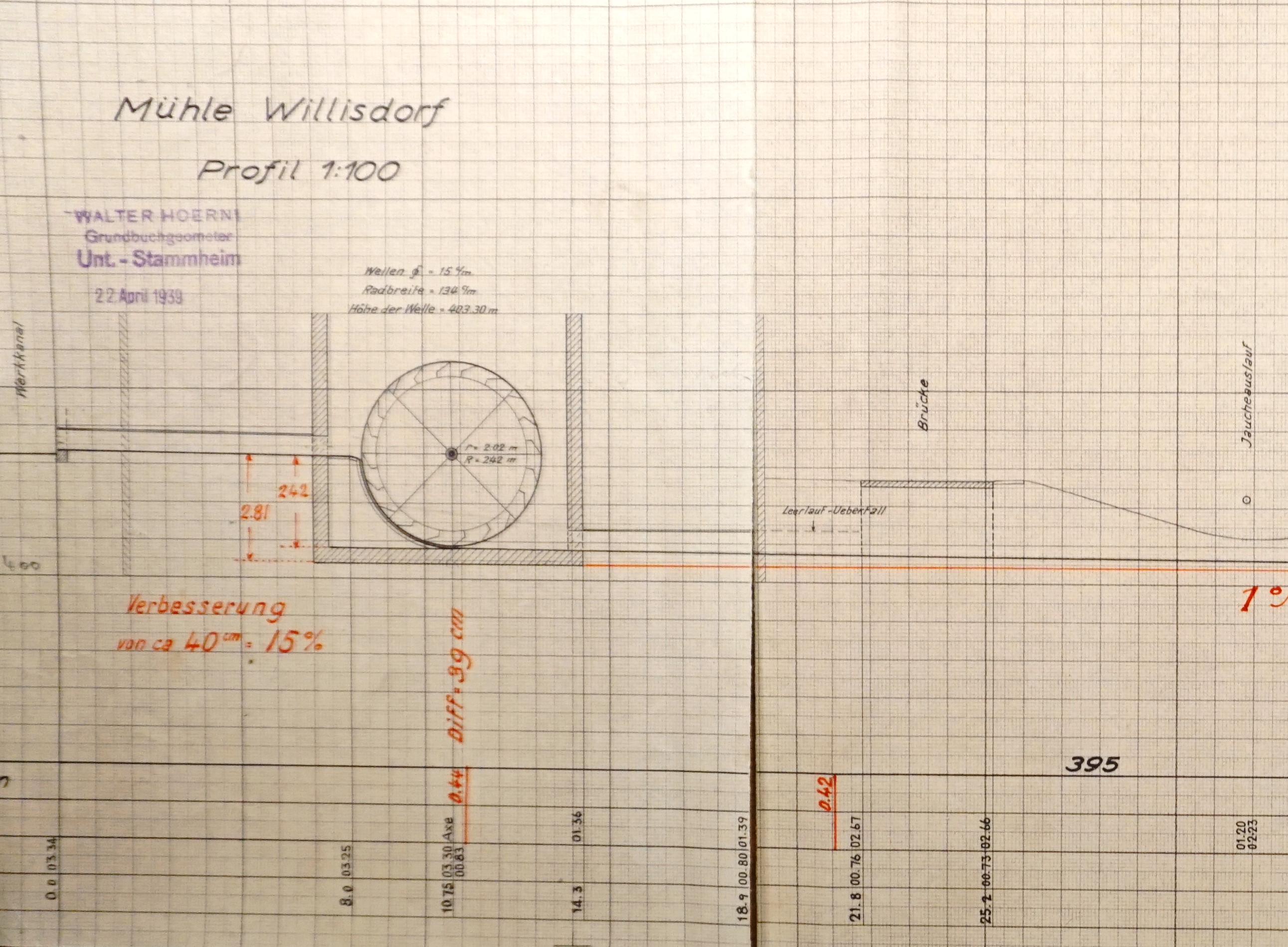
Verbesserung des Abflussregimes des Wasserrades 1939. Eine Einsprache dagegen (betr. Fisch-Wanderung) wurde abgewiesen

Das System des letzten Wasserrades war mittelschlächtig; die Wasserführung wurde 1939 letztmals optimiert und dabei dokumentiert: Raddurchmesser: 4,84 m, Breite: 1,34 m, Wellendurchmesser: 15 cm. Bei einem mittleren Abfluss des Baches (MQ) von 400 l/s, einer Fallhöhe von 2,81 m (vorher um 2,42 m) resultierte mit einem Wirkungsgrad von 75 %, eine berechnete Leistung von 11,2 PS (8,2 kW). Durch das Wasserrad wurde auch ein Dynamo zur Gleichstromerzeugung angetrieben, dies wahrscheinlich schon vor dem Anschluss von Willisdorf an das Stromnetz.

#### 1915: Netzstrom für Willisdorf
1914/15 erfolgte die Gründung der Elektrizitätskorporation Willisdorf mit Anschluss an das Stromnetz des Elektrizitätswerkes des Kantons Schaffhausen. Für die Beleuchtung kostete die Kilowattstunde (kWh) 45 Cts. (Rp.). Der Betrieb von (kleineren) Elektromotoren war je nach Monat nur zu festgesetzten Zeiten, für zwei bis vier Stunden pro Tag, möglich. Verrechnungspreis: 20 Rp./kWh; dazu kam eine „Minimaltaxe von 20 Fr. pro Pferdekraft und Jahr“. Bei Verstößen betreffend der Betriebszeiten stieg der Preis auf 50 Rp./kWh nebst einer Busse von 10 Fr. Stromrechnungen für die Mühle liegen von 1933 bis 1940 mit Strombezügen von rund 20 bis 220 kWh monatlich vor; Verrechnung: 35 Rp./kWh.

#### 1948: Francis-Turbine
Ab der 19./20. Jahrhundertewende wurden von vielen Gewerbe- und Industriebetrieben, in Erzielung höherer Antriebsleistungen, die Umstellung von Wasserrädern auf Turbinen erwogen. Strom war – wenn überhaupt schon vorhanden – sehr teuer und stand im Leistungsbedarf der Mühlen für einen durchgehenden Betrieb, in der Regel noch nicht zur Verfügung.
1932 unterbreitete die Firma O. Meyer, Maschinenfabrik Solothurn, Konrad Bachmann (1896–1985) eine Offerte mit Projektvorschlag für den Einbau einer offenen Francis-Turbine (Schacht-System), welche jedoch nicht zur Ausführung kam. Die Zeichnungen (rechts) zeigen auch aufschlussreiche Aspekte über die damals bestehende Antriebs- und Mahltechnik. Spektakulär war ein verschränkter Flachriemenantrieb von der horizontalen Vorgelegewelle zur vertikalen Haupt-Antriebswelle für die Mahlgänge und weitere Maschinen. Die horizontale Vorgelegewelle mit Riementransmissionen hatte Bestand bis im Herbst 2024.
1948 wurde mit dem Einbau einer Francis-Turbine eines der bisher grössten Bauvorhaben der Mühlengeschichte realisiert. Das vom damals führenden Ingenieurbüro der Region, Maier & Lüthi, Schaffhausen erarbeitete Projekt umfasste folgende bis ins Detail bearbeitete Teilbereiche wie: Abbruch des überdachten Wasserrades; Ersatz des Abflusskanals durch eine Saugleitung mit unterirdischer Einleitung in den Bach; Bau des Turbinenhauses mit weitläufigen Tiefbauarbeiten für den Wasserzu- und –abfluss sowie einem Saugrohr/Diffusor und Kontrollschacht; Anpassungen im Stauwehr- (automatische Regelklappe) und Kanalbereich; Konstruktion und Ausführung des Francis-Spiralgehäuses und der Wasserzu- und -Ableitungen in Stahlbeton; Einbau der Francis-Turbine mit dem maschinentechnischen Teil (Transmission, Drehstrommaschine u. a. m.).

##### -Turbinenmechanik der Mühle Basadingen
Die Francis-Turbine (ohne Spiralgehäuse) stand in offener Schacht-Ausführung, von 1927 bis zur Bachkorrektur und Stilllegung um 1945, schon in der Mühle Basadingen (älteste Mühle im Kanton Thurgau) in Betrieb; damals hergestellt und geliefert durch Aug. Joos, Maschinenfabrik Frauenfeld (Zeichnung rechts). In der Folge erwarb Konrad Bachmann (1896–1985) diese Turbinen-Komponenten, von der Witwe des verstorbenen Müllers Martin, für die Mühle Willisdorf.

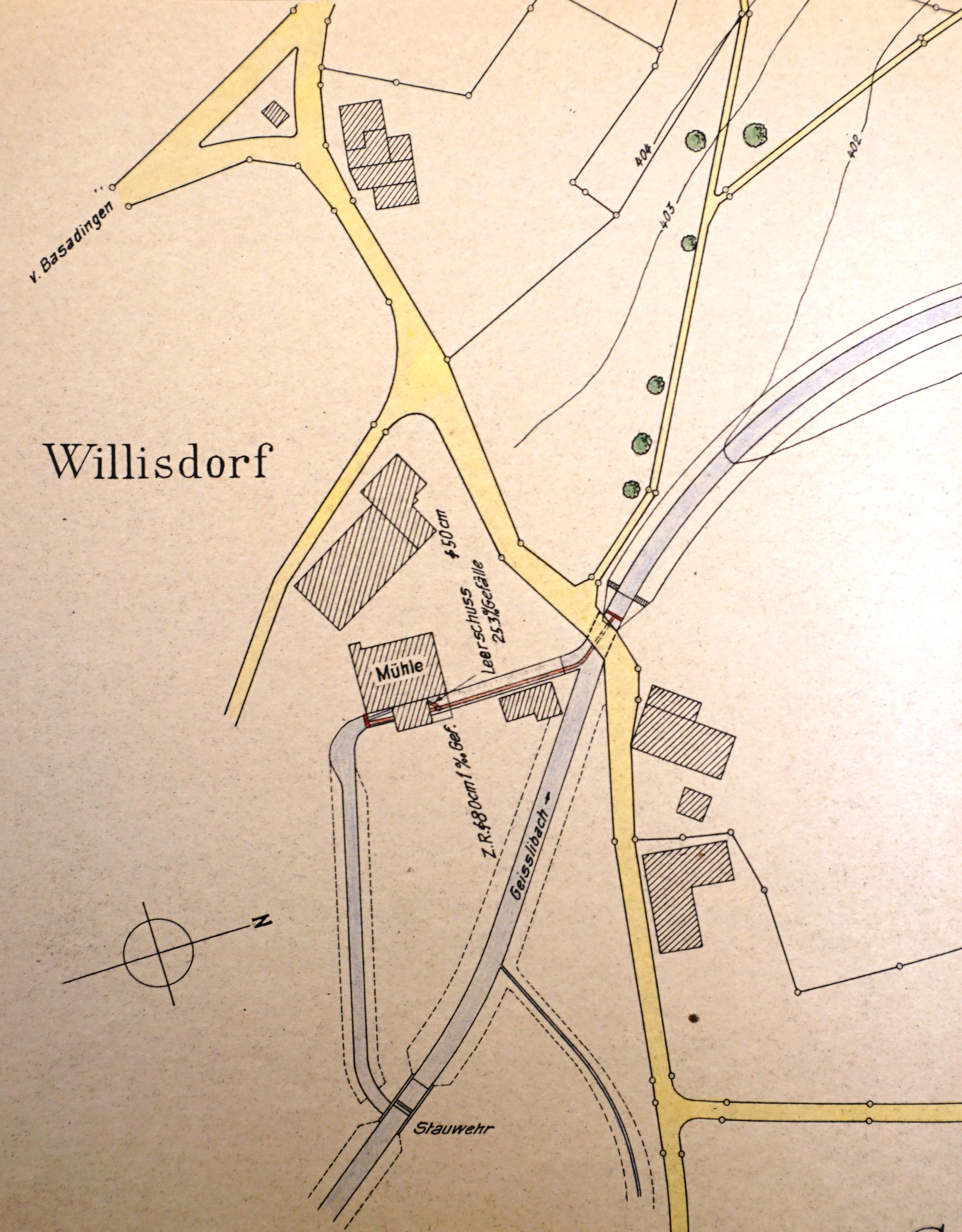
Turbinen-Projekt 1947, Situationsplan
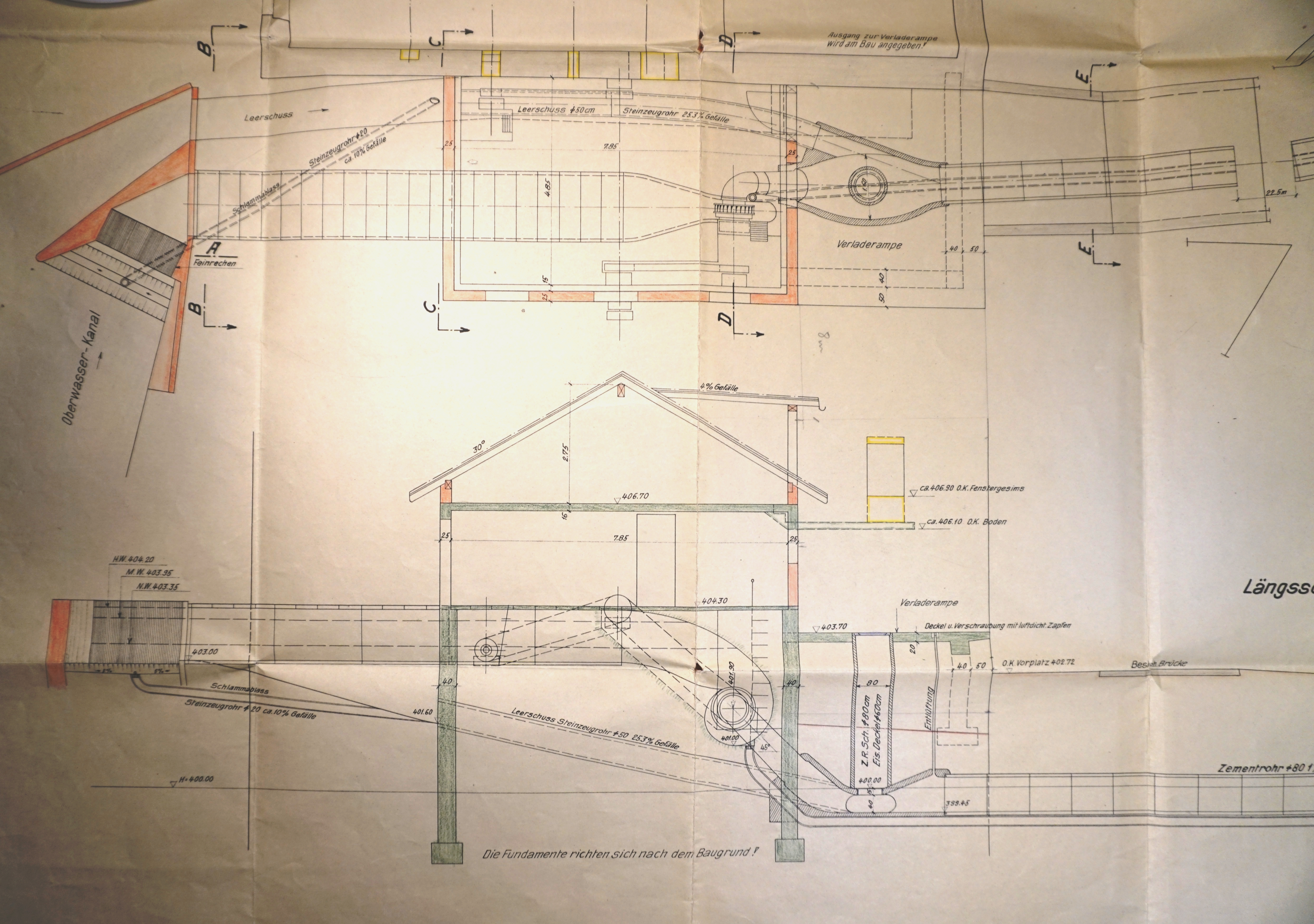
Planzeichnung Turbineneneinbau 1947
Schalung für das Turbinen-Spiralgehäuse
Schalungsbau für den Turbinen-Diffusor

-Spiralgehäuse aus armiertem Beton
Zur Erzielung eines höheren Wirkungsgrades wurden die Grundlagen für ein Spiralgehäuse und die weiteren wasserführenden Elemente berechnet und Gussformen aus Holzspanten und Gibsleisten-Verschalungen gefertigt. Ganz aussergewöhnlich für solche Kleinanlagen nach dem Francis-System, war die Gehäuse-Ausführung vor Ort mittels armiertem Beton. Eine besondere Bedeutung für die Leistungsoptimierung kamen auch der „automatischen Regelklappe“ im Wasserzufluss, sowie der als „Leerschuss“ bezeichneten Bypass-Leitung, dem ausgeklügelten Diffusor und dem „Sturzbecken“ für den Bachrücklauf zu. Die Fallhöhe konnte von 2,81 m (Wasserrad) auf zirka 4 m erhöht werden. Die berechnete Leistung bei mittlerer Wasserführung von 400 l/s und einem Wirkungsgrad von 80 % lag nun bei 17 PS (12,5 kW).

##### -Stromerzeugung mit Drehstrommaschine

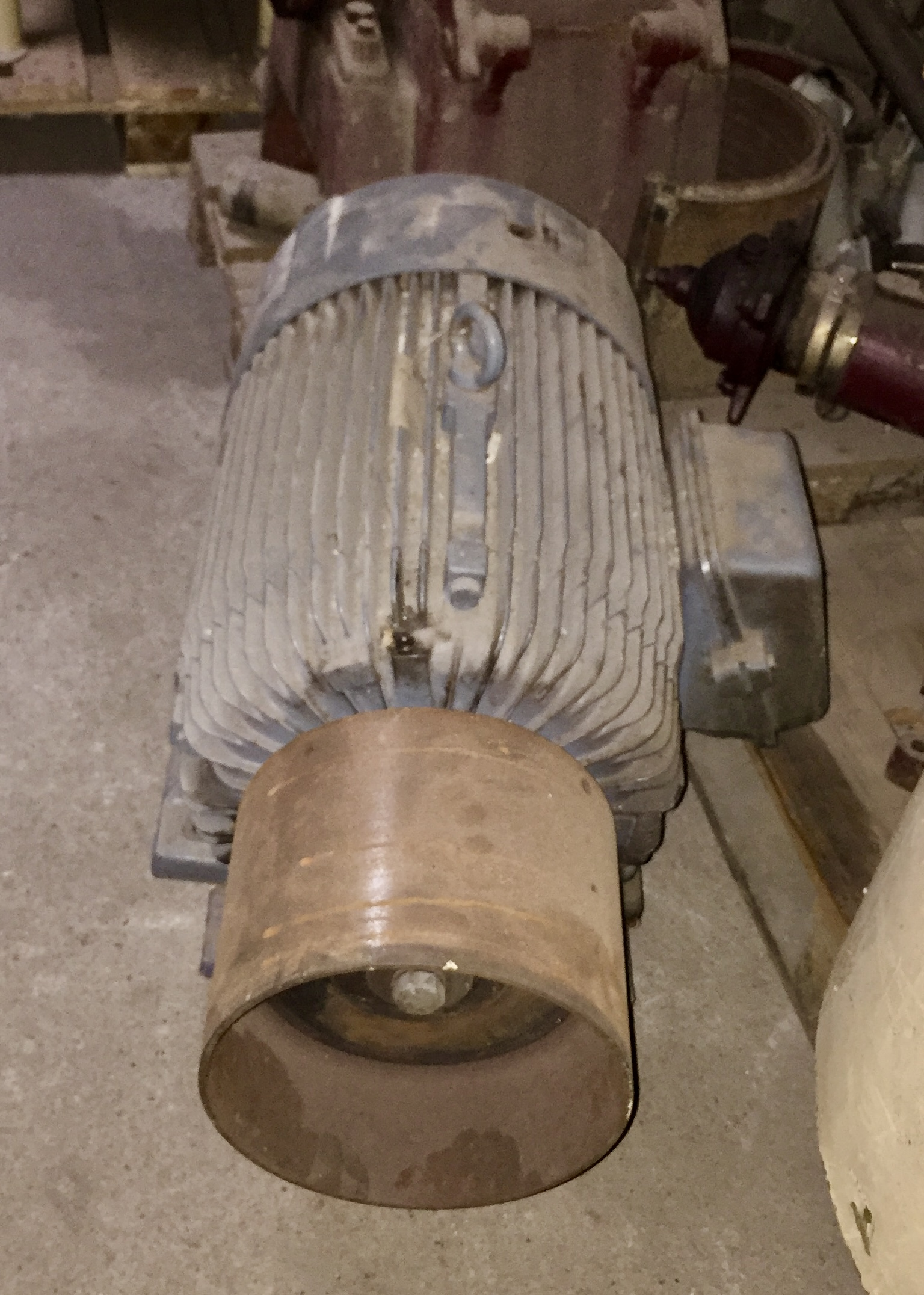
2024: Erste zentrale 15 kW Drehstrommaschine (Elektromotor/Generator)

Alle Maschinen der Mühle wurden anfänglich über Transmissionswellen und Flachriemen angetrieben. So auch die mit dem Stromnetz verbundene Drehstrommaschine (400 V, 20 kW), welche die Drehzahl stabilisierte, indem, bei hohem/tiefem Leistungsbedarf, Antriebsleistung zugeführt bzw. Strom ins Netz abgegeben wurde.
Nach kleinen Anfangsproblemen wie Lufteintritt im Saugbereich (=Kavitationsgefahr) arbeitet die Turbinenanlage in Willisdorf für weitere 70 Jahre „rund um die Uhr“ zur vollen Zufriedenheit. Auch wenn zum Beispiel an Feiertagen die Maschinen der Mühle stillstanden, wurde die volle Turbinenleistung von der Drehstrommaschine als elektrische Energie ins Netz eingespeist. So ist es in den 1950er Jahren vorgekommen, dass der Zählerstand für den Strombezug von Willisdorf, von Ablesung zu Ablesung, negative Werte aufzeigte. Es wurde somit im Dorf zeitweise mehr Strom erzeugt als verbraucht, was zum Einbau einer Rücklaufsperre am Stromzähler führte. Mit der Installation von Schamott-Elektrospeicherheizungen und Elektroboilern im Wohnbereich der Mühle konnte der überschüssige Strom in der Folge nutzbringend verwendet werden. Später kam eine von Beat Bachmann (* 1975) konzipierte elektronische Steuerung mit Sensor und Stellmotor zum Einsatz welche, bei Schwankungen des Oberwasserpegels, die Turbine noch gezielter regeln konnte.

### Mühlentechnik im Wandel
Im Kaufvertrag vom 23. Oktober 1800, beim Übergang an Rudolf Lichtenhan, finden sich erstmals auch Hinweise zur bestehenden technischen Ausstattung in der Mühle. Nebst vielen Handwerkzeugen und Geräten sind folgende angetriebene Maschinen angeführt: Ein Tramierwerk, zwei Mahlhaufen (Mahlgang, Mahlwerk), ein Rötten (Röllgang für Spelzgetreide) eine Griess-Stäubi (Griessputzgerät/-maschine) ein Lohkasten (Mehlkasten). Diese Ausrüstung – vor allem die Steinmahlwerke – dürften bis dahin über die vorangehenden Jahrhunderte kaum entscheidende Änderungen erfahren haben. Dies belegen Darstellungen der „Römischen Mühle“ oder der „Deutschen Mühle“ aus dem Mittelalter.
Die bedeutenden technischen Entwicklungsschritte wurden erst ab Anfang des 20. Jahrhunderts mit der Verbesserung der wirtschaftlichen Situation realisiert. Beispiele:
- Sackaufzug, später Lift (wahrscheinlich schon im 19. Jh.): Die schwere körperliche Arbeit der Sackbeförderung, von Korn und den Zwischenprodukten über Treppen zur Aufschüttgosse des Mahlganges, wurde enorm erleichtert und damit auch Arbeitsstunden eingespart
- Getreidereinigungs-, Griessputzmaschine[33] und Plansichter: Das Getreide und die Mahlprodukte musste nicht mehr mit Handgeräten bearbeitet werden

- Elevatoren und Förderschnecken lösten auch die Sackbeförderung auf höhere Ebenen ab (zur Zeit wird das Getreide damit bis unter den obersten Dachgiebelbalken gefördert)
- Der Übergang von den Stein-Mahlwerken (Mahlgänge) zu den Stahlwalzen bzw. Walzenstühlen (erste Generation 1928), brachte eine bedeutende Effizienzsteigerung. Über mehrere Jahre standen noch beide Systeme in Betrieb
- Leistungsfähige Plansichter, Griessputzmaschine, grössere Getreide- und Mehlzwischendepots sowie die pneumatische Förderung ermöglichten ab 1953 den „automatischen Mühlebetrieb“ (sebsttätiger Rundlauf der Passagen)

Vor allem die Firma O. Meyer, Solothurn führte in den 1920er und 1930er Jahren oft Lieferaufträge, Montage- und Revisionsarbeiten aus: 1924 erster Plansichter, 1928 die ersten Walzenstühle mit Riffel- und Glattwalzen, 1935 ein weiterer Vierwalzenstuhl. Dazu kamen viele kleinere Maschinen und Geräte z. B. für die Förderung, die Getreidereinigung, und die Mehlaufbereitung. Die Arbeits- und Reisezeit für einen Monteur wurde zwischen Fr. 1.60 und 1.80 die Stunde abgerechnet mit zusätzlicher Fakturierung der Reisekosten, Verpflegung und Logis.
2025 stehen in der historischen Mühle über 30 Maschinen / Aggregate für die Backmehlproduktion in Betrieb; darunter auch ältere bewährte Maschinen, welche sich für die Produktion spezieller Mehlqualitäten besonders gut eignen. Beispiele: Walzenstuhl mit glatten Porzellanwalzen und ein Mahlwerk / Rölle der Firma Soder mit vertikal rotierendem Stein. Vor allem dank einem komplexen Plansichter neuster Bauart, konnte auch die digitale Zentralsteuerung umgesetzt werden. Einige Maschinen wurden bis 2024 noch über die ursprüngliche Transmissionswelle mit Flachriemen angetrieben. Nach einem Rückbau des zentralen E-Motors (Drehstrommachine) mit Transmissionswelle erfolgt der Antrieb aller Aggregate nun direkt elektrisch.

## Galerie

### Historische Mühle 2024/2025

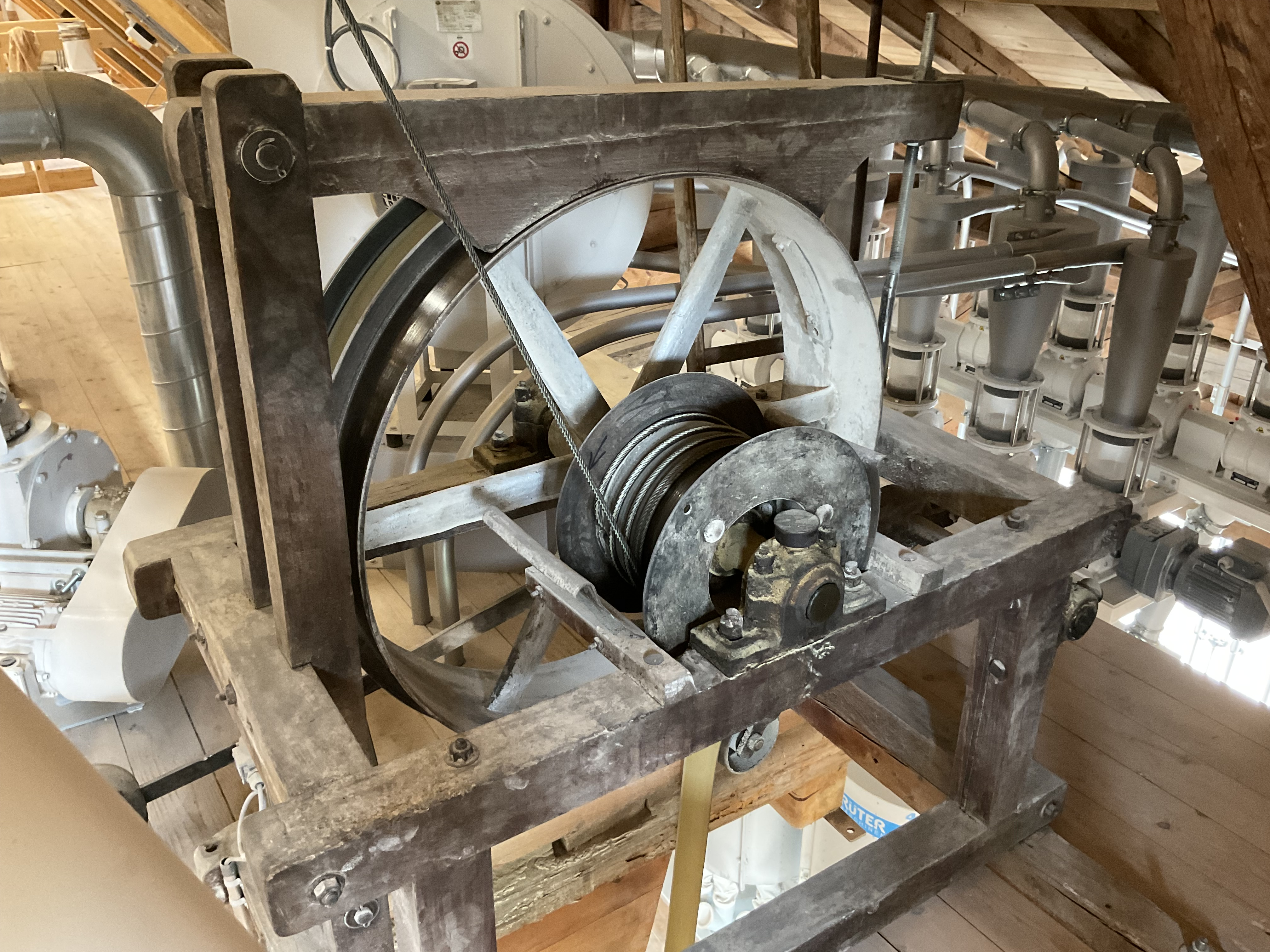
Historische Aufzugs-Winde, als dienstälteste Machine mit …
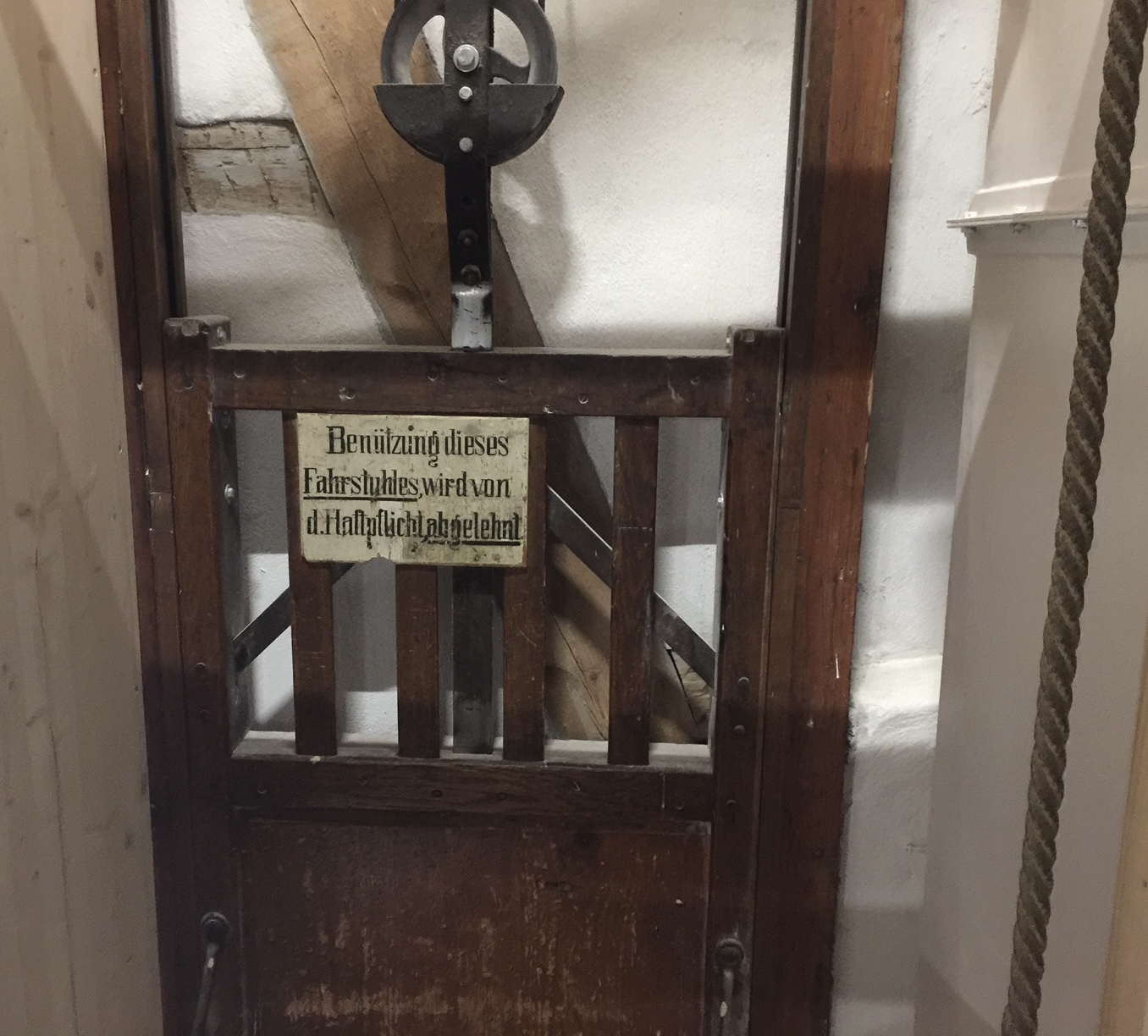
…„Fahrstuhl“
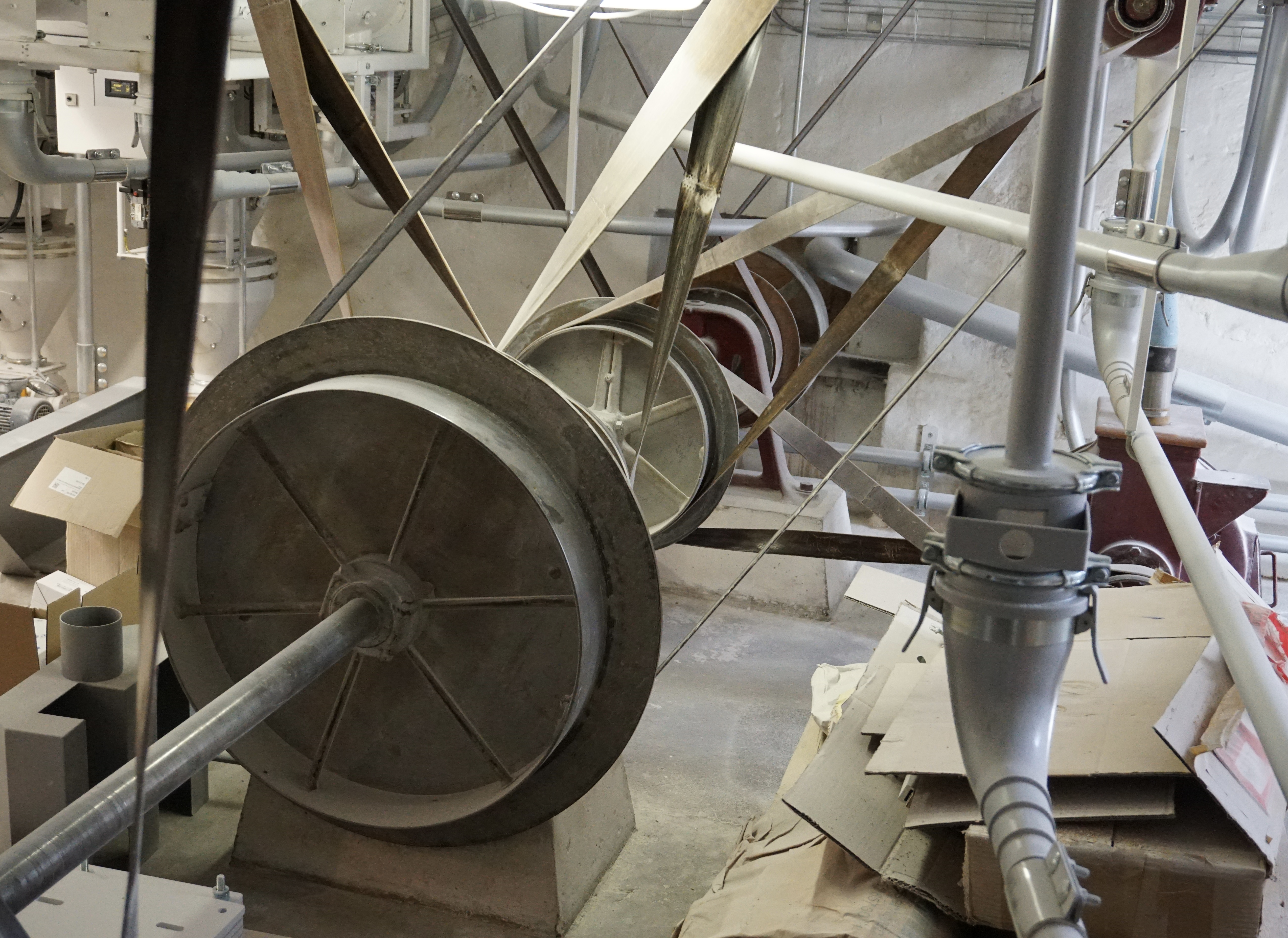
Flachriemen-Ttransmission (Rückbau 2024), früher Hauptantrieb für alle Maschinen
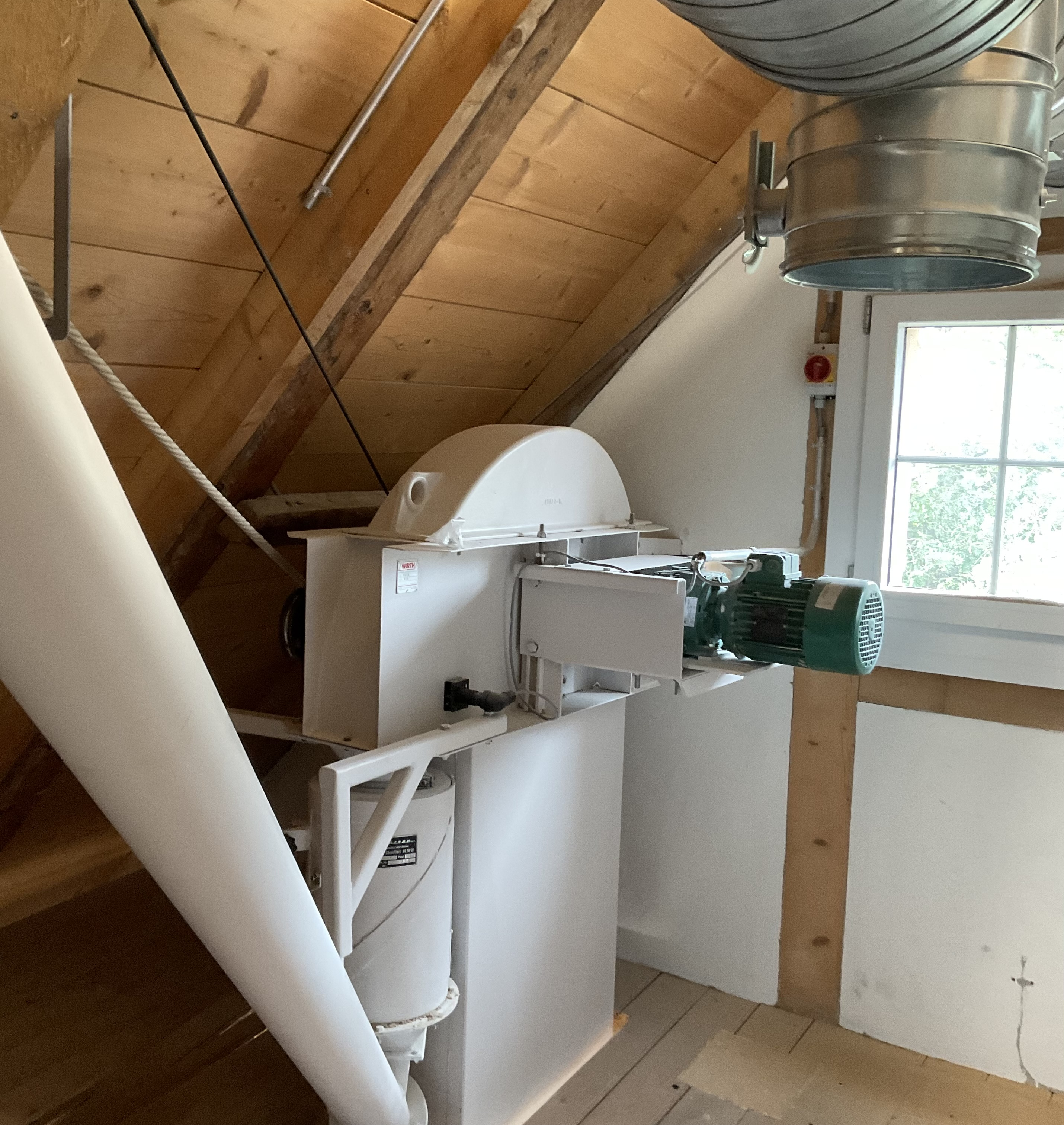
Elevatorkopf mit Förderschnecke bis zum Dachgiebel-balken
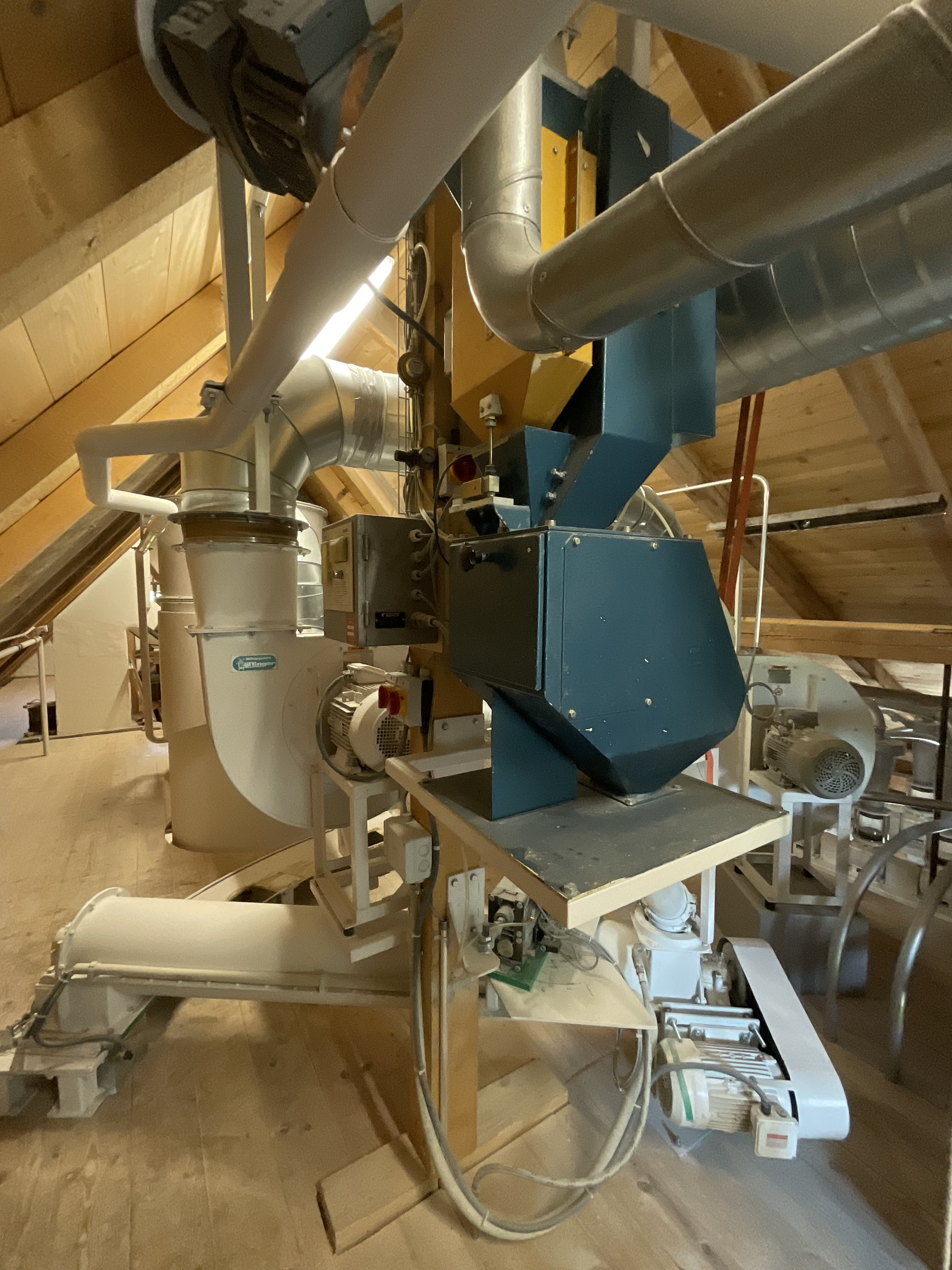
Schwarzreinigung, Netzung und Verteilung
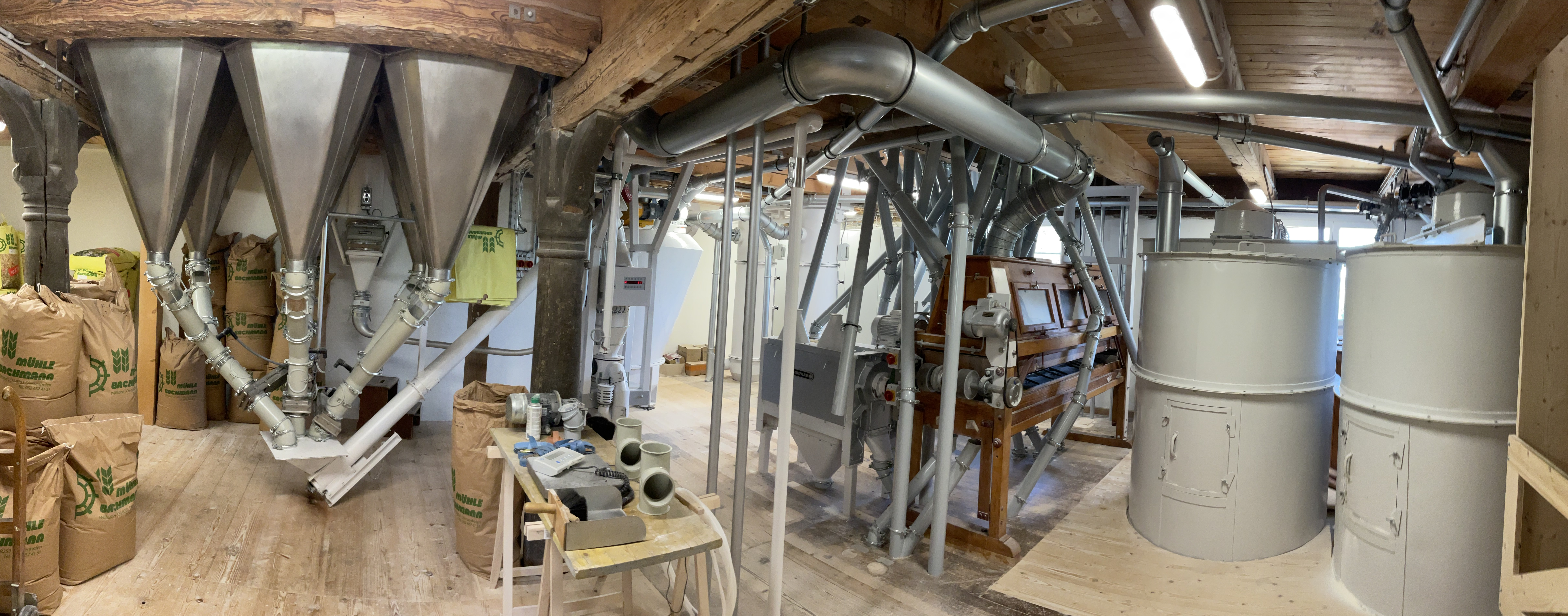
v. l. Abstehzellen Getreide nach Netzung, Chargenmischer Mehl, Staubfilter, Griesputzmaschine, Depot/Mischer
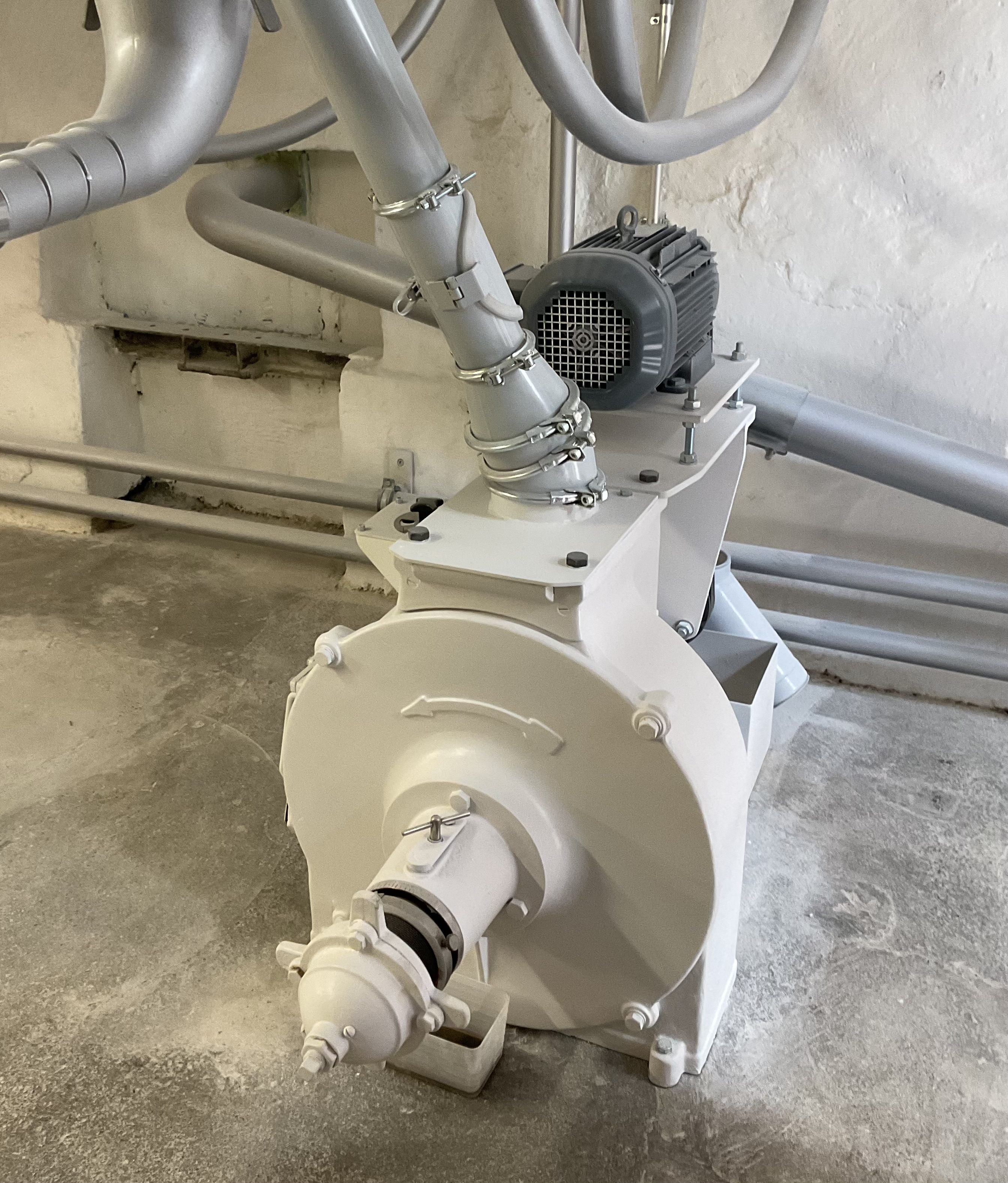
Soder-Mühle/Rölle: Mahlgang mit vertikalem Läufer-Stein
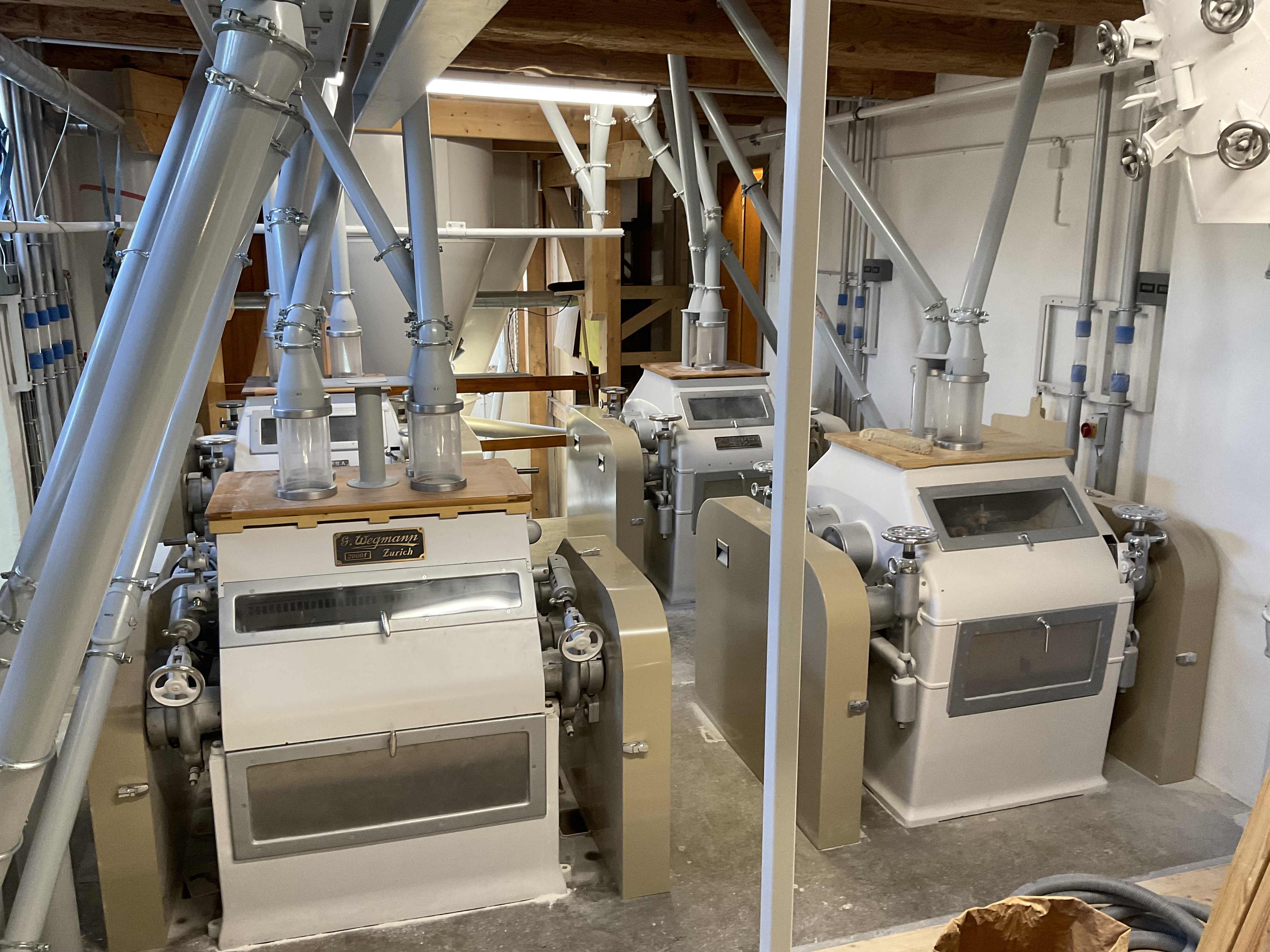
Vier Walzenstühle mit unterschiedlichen Funktionen
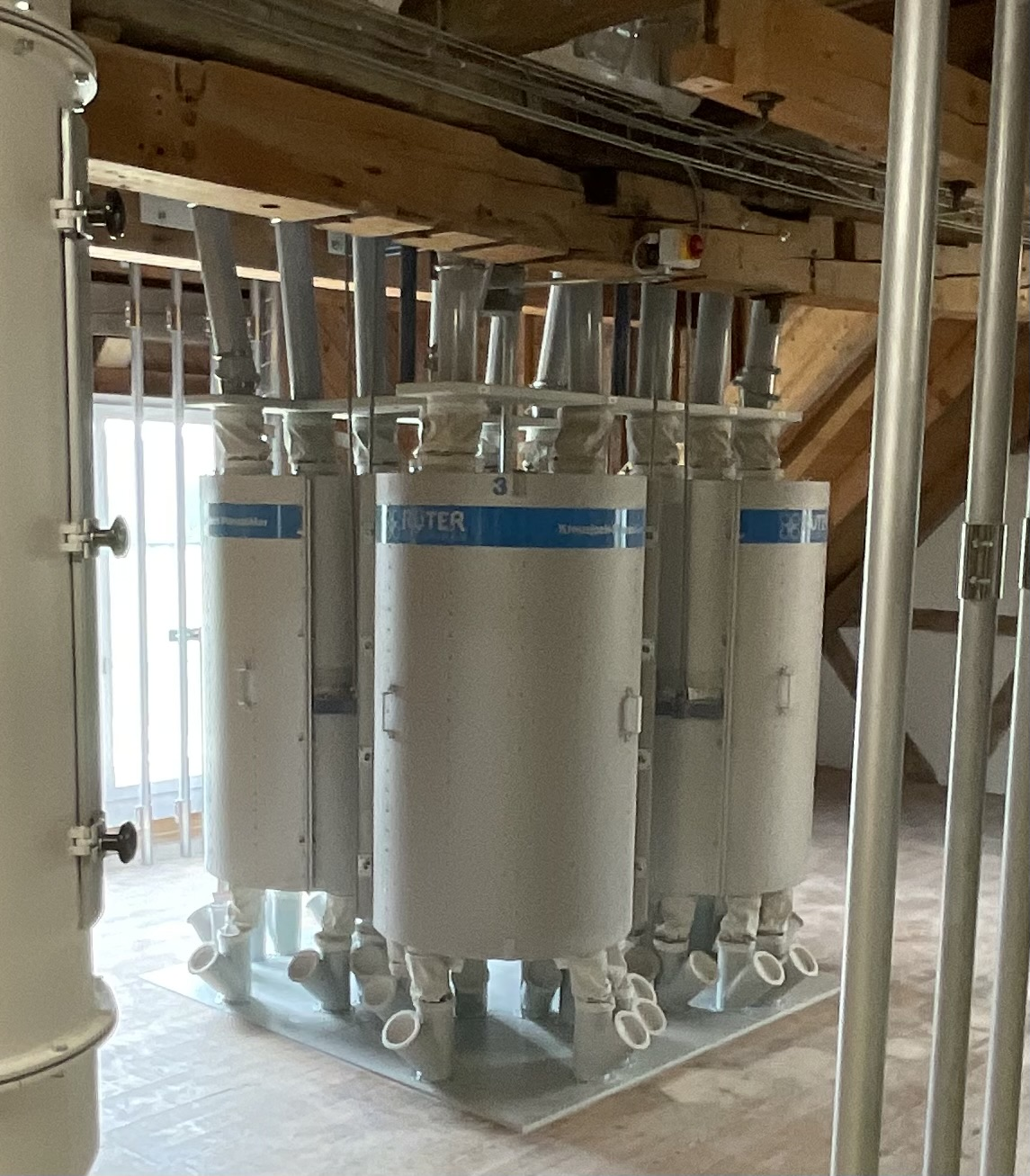
Plansichter neuster Technik
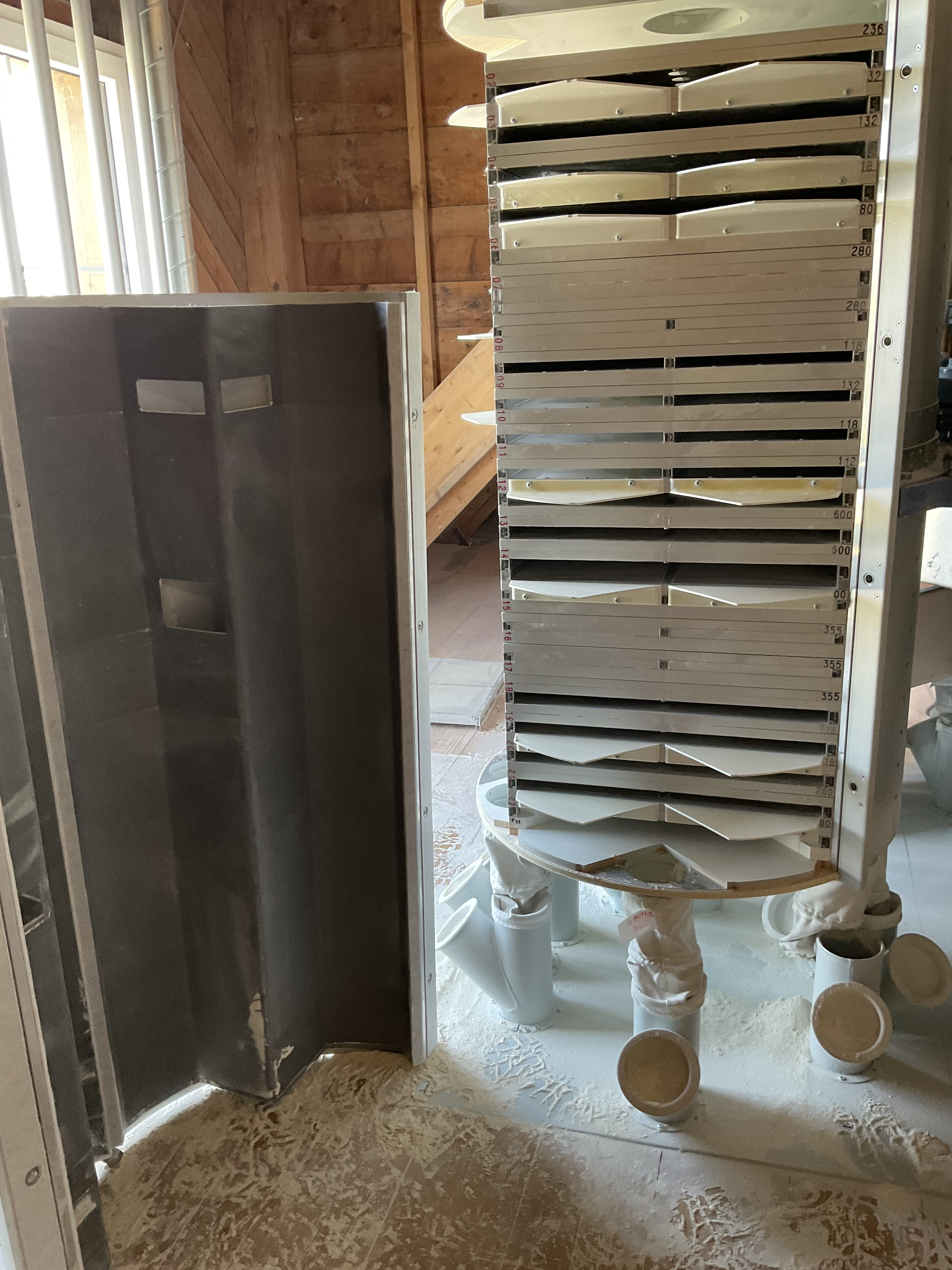
Plansichter, Element links geöffnet
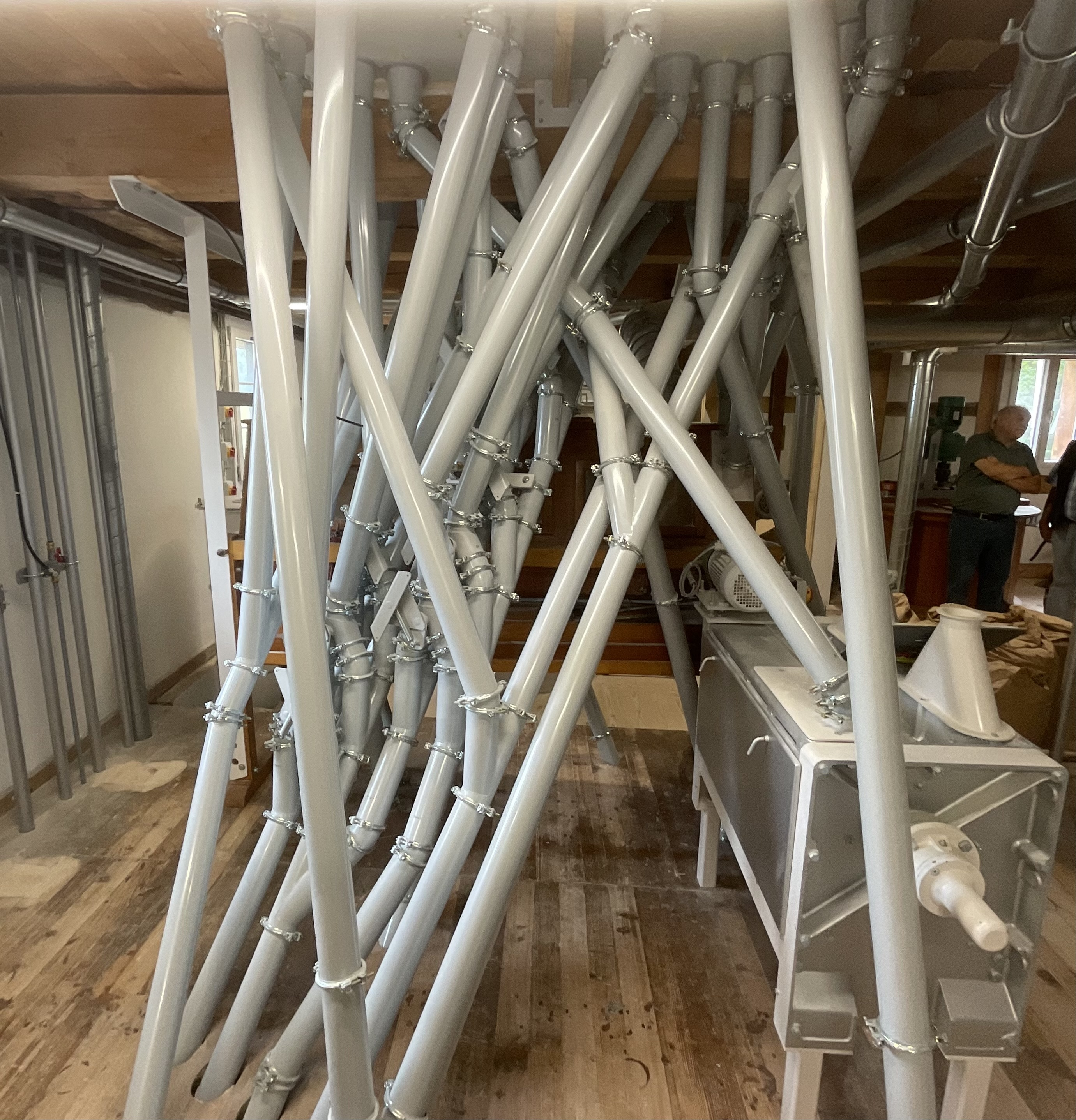
Verzweigung unter Plansichter
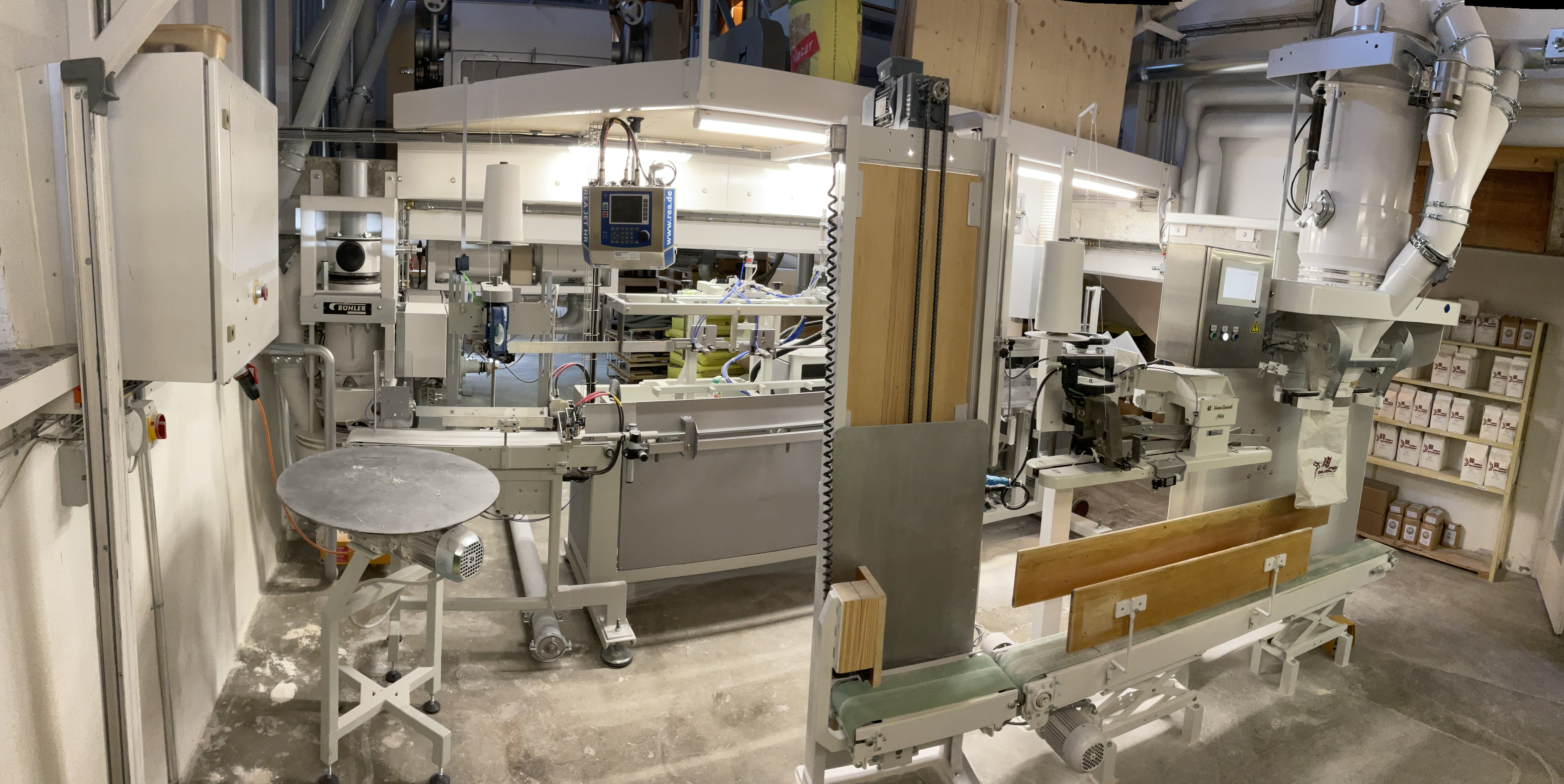
Kleingebinde- und Absackautomaten
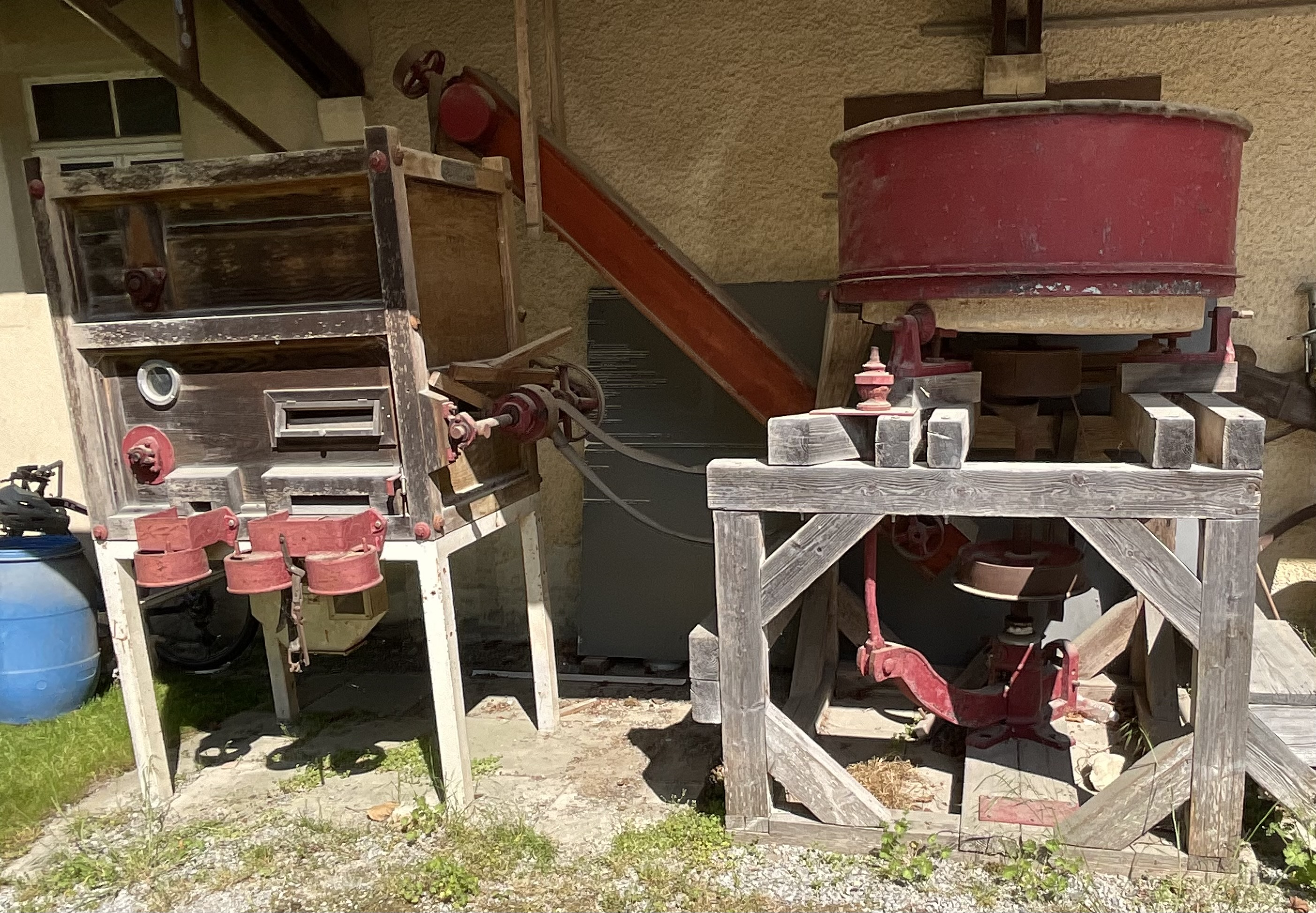
Erhaltene Mahlgang-Rölle (rechts) mit Reinigungsmaschine (links), 19. Jh. ?
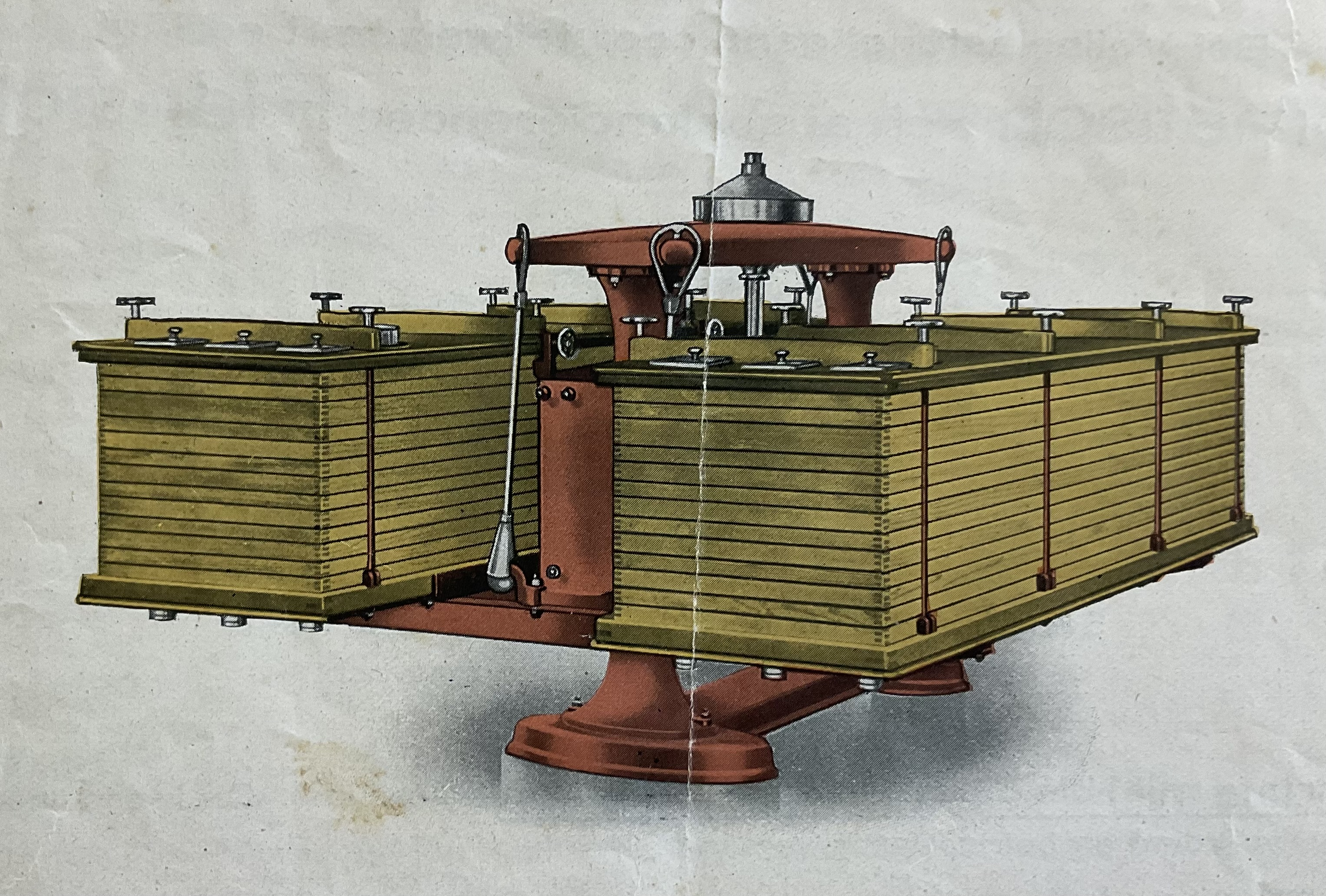
Erster Plansichter von 1924
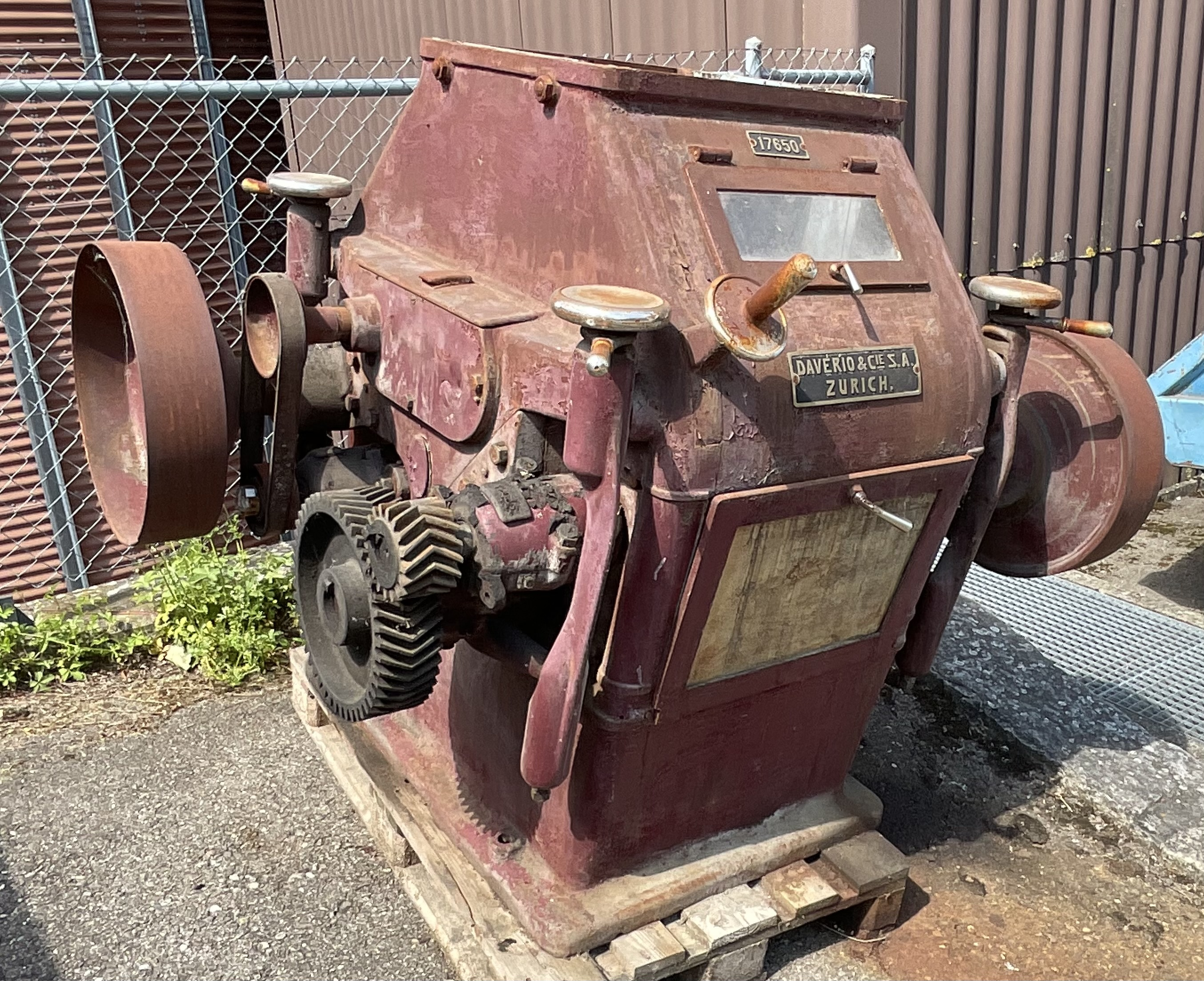
Erhaltener Vier-Walzenstuhl von 1928

### Futtermühle/Mischwerk 2025

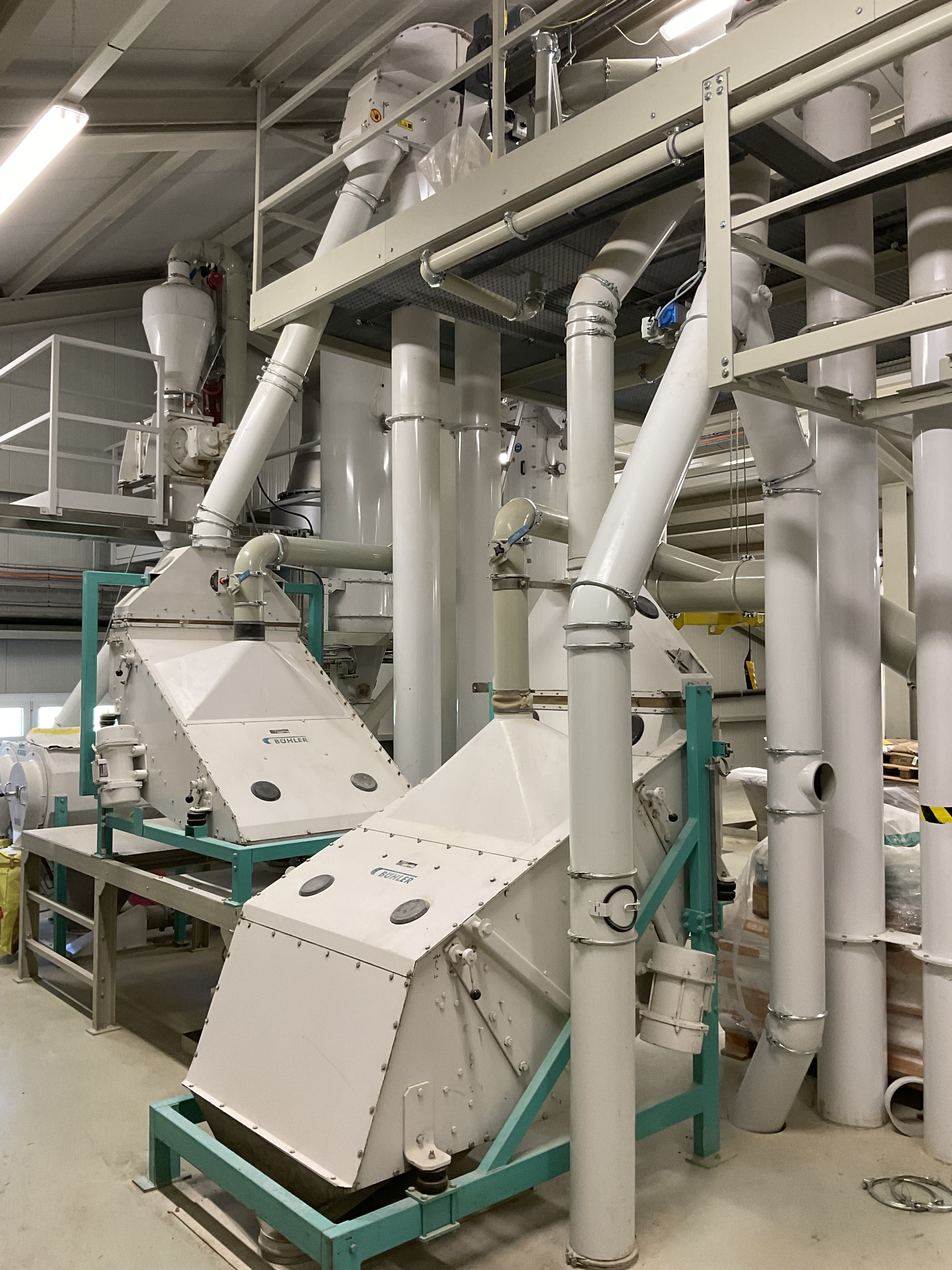
Vertikalförderung-Vorreinigung-Verteilung
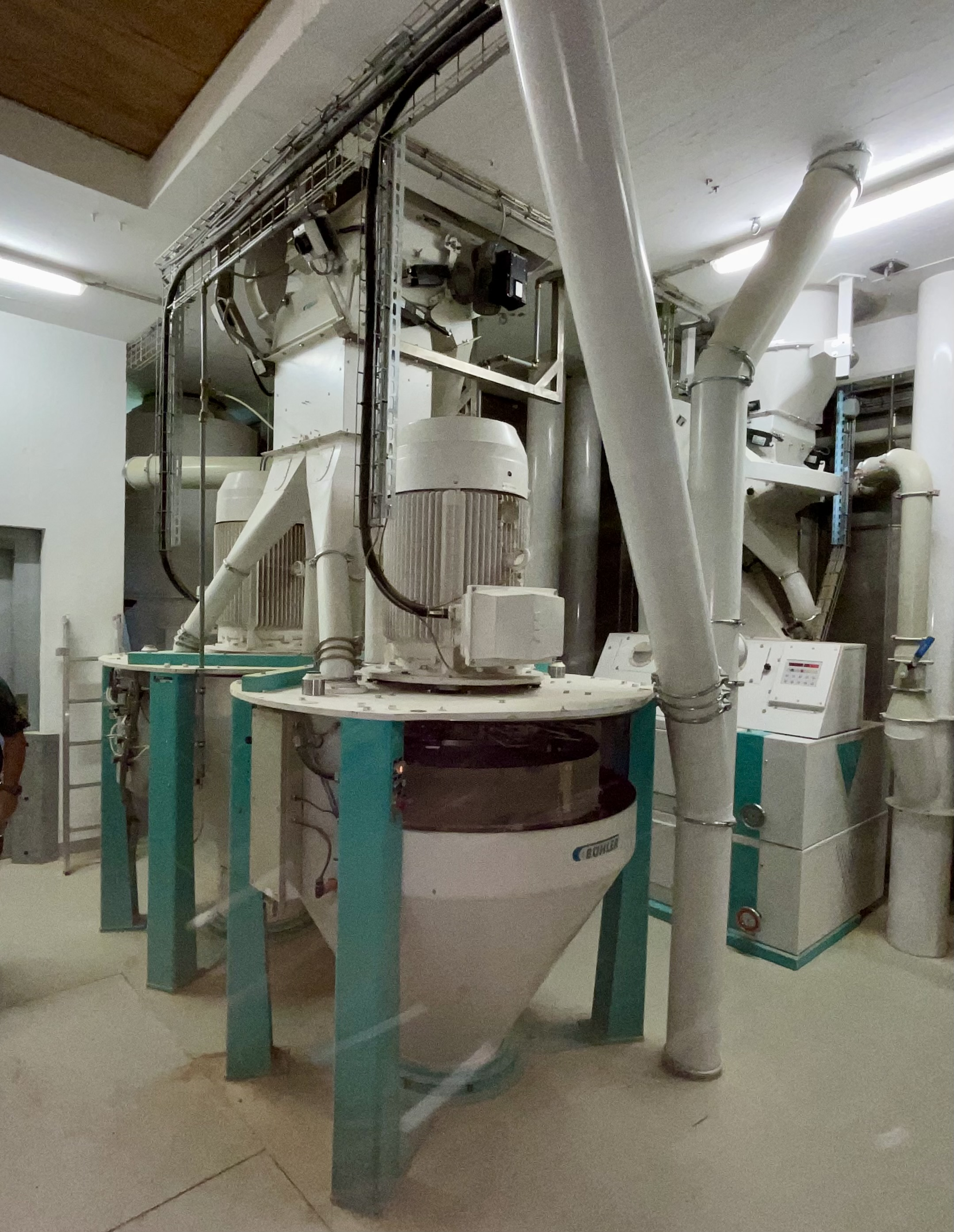
Hammermühlen, vorne Mahlwerk ausgefahren; rechts hinten Walzenstuhl
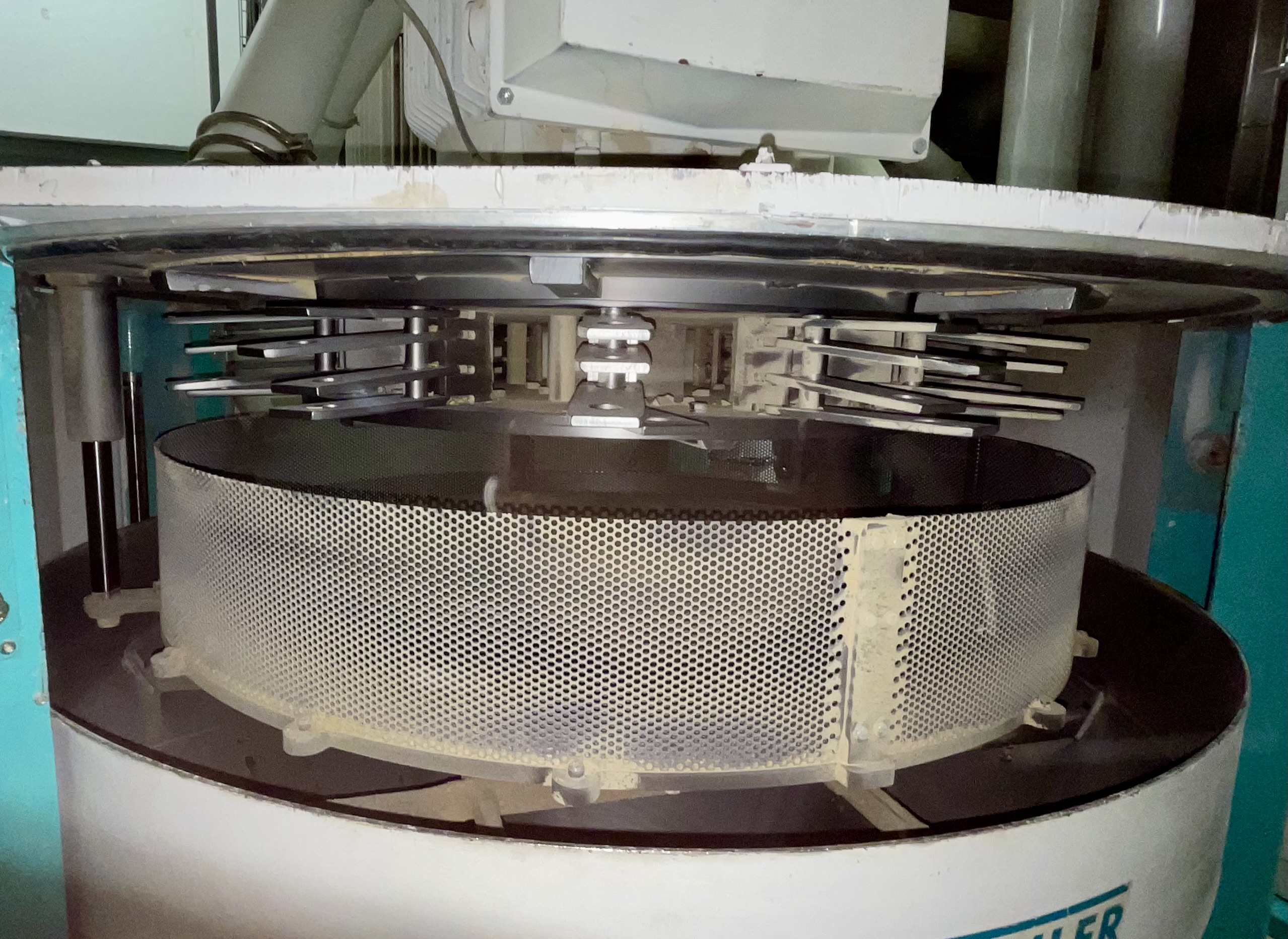
Hammerlaufwerk: Siebgrösse bestimmt Zerkleinerungsgrad
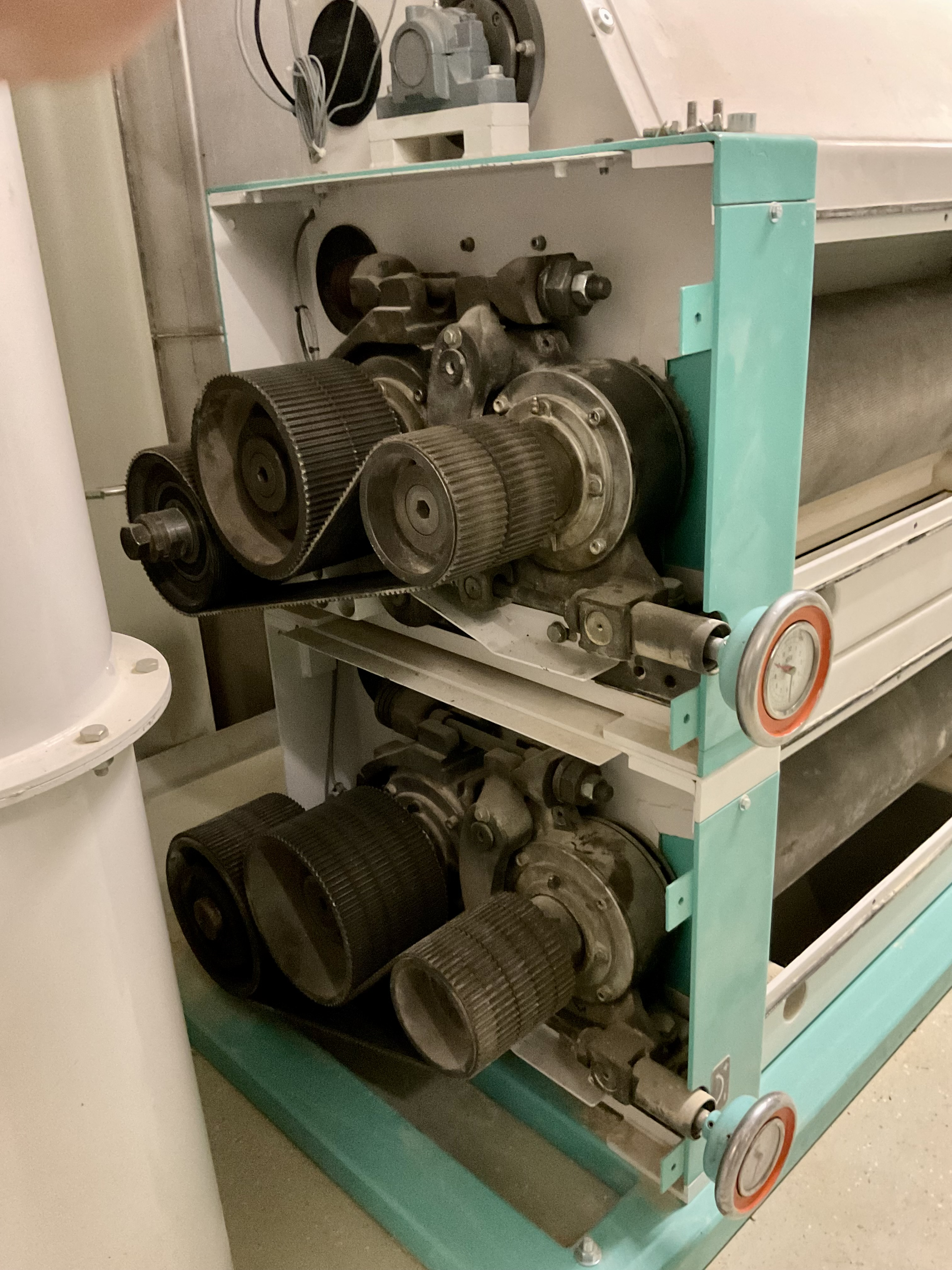
Walzenstuhl mit 4 Walzen, Getriebeseite links
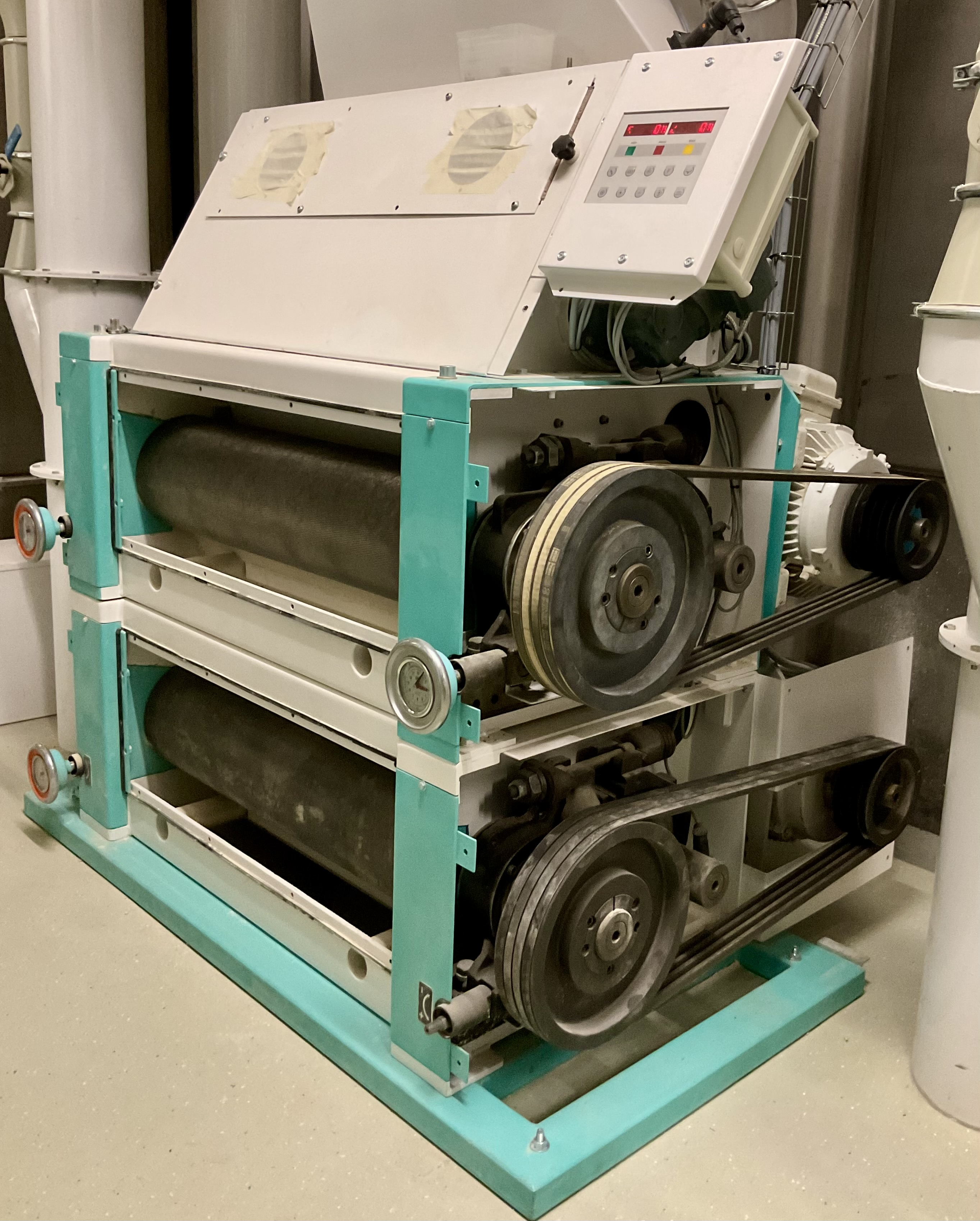
Walzenstuhl, Antriebsseite rechts (ohne Abdeckung)
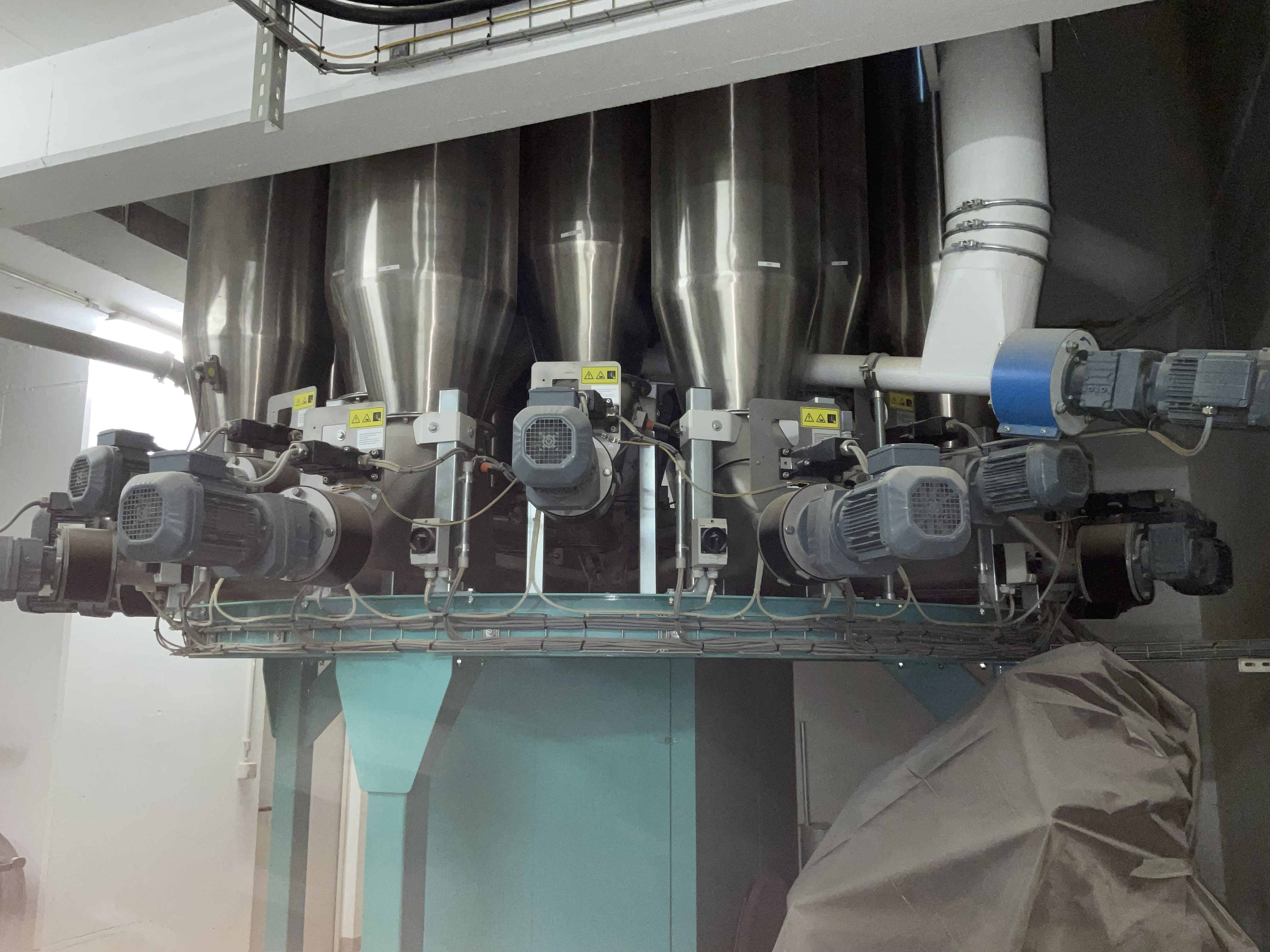
Komponenten (Wirk-stoffe) -Zudosierung aus Inox-Zellen
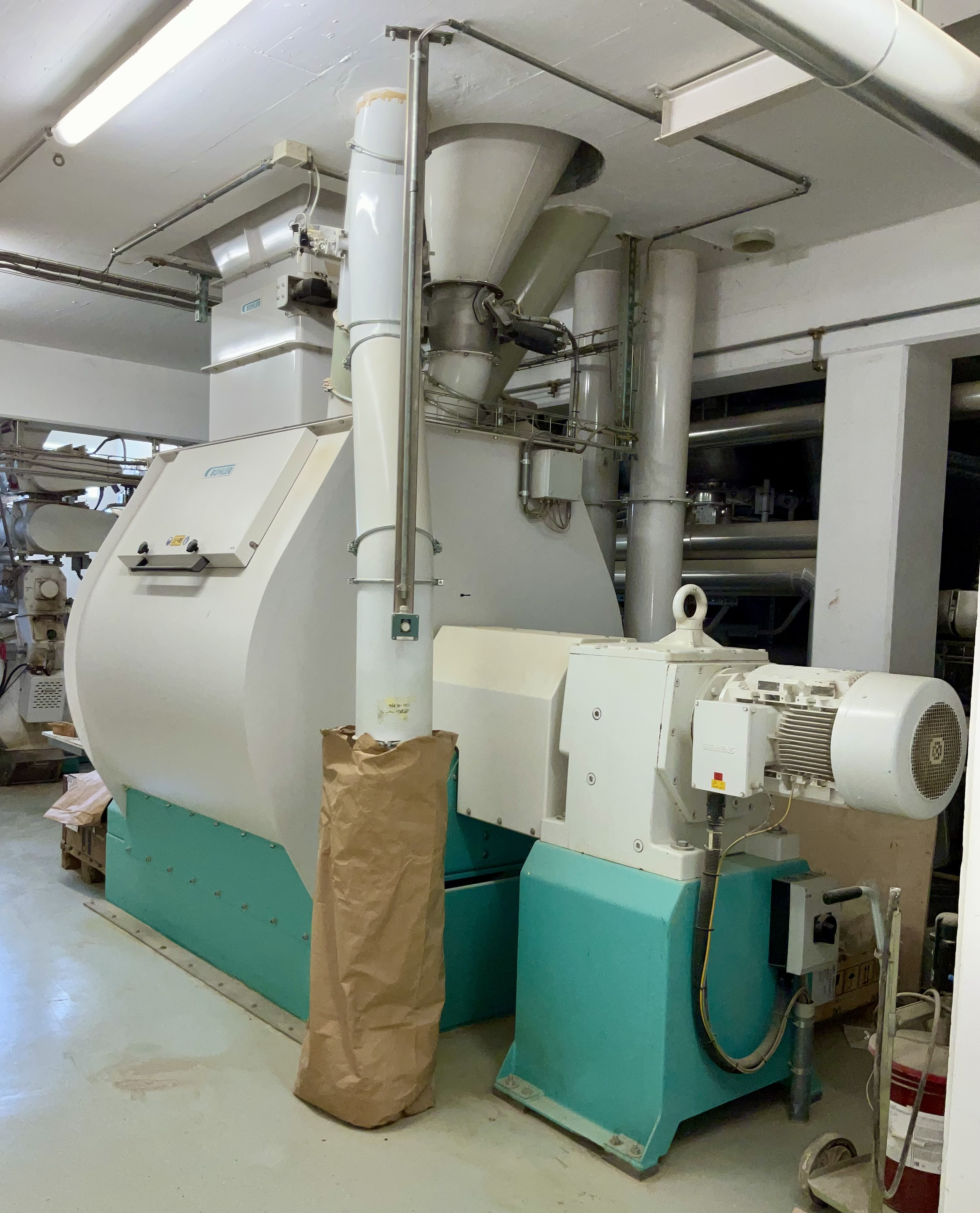
Hauptmischwerk
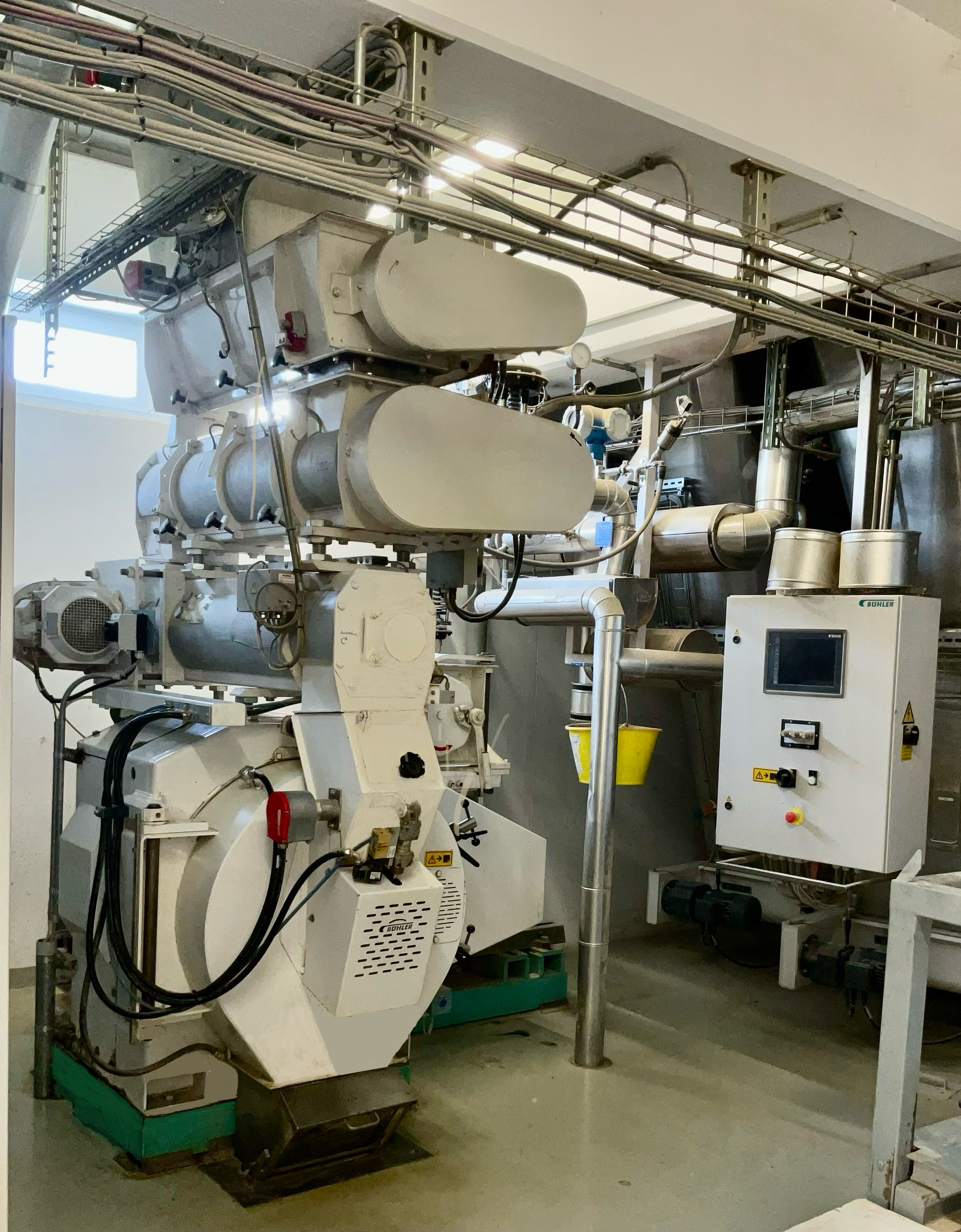
Würfelpresse 110 kW

## Zeittafel
(Namen der Lehensnehmer / Besitzer/innen / Geschäftsführer in Fettschrift)
- 846: Ersterwähnung von Willisdorf
- 1263: Ersterwähnung der Mühle
- 1358: Eine zweite (untere) Mühle im Dorf wird erwähnt
- 1435: Uli Enterschiesser erster bekannte Müller
- 1486: Sona Müller bringt die Mühle zur Gant
- 1490: Hans Gering, neuer Lehensnehmer
- 1573: Cunrat Müller betreibt die Mühle

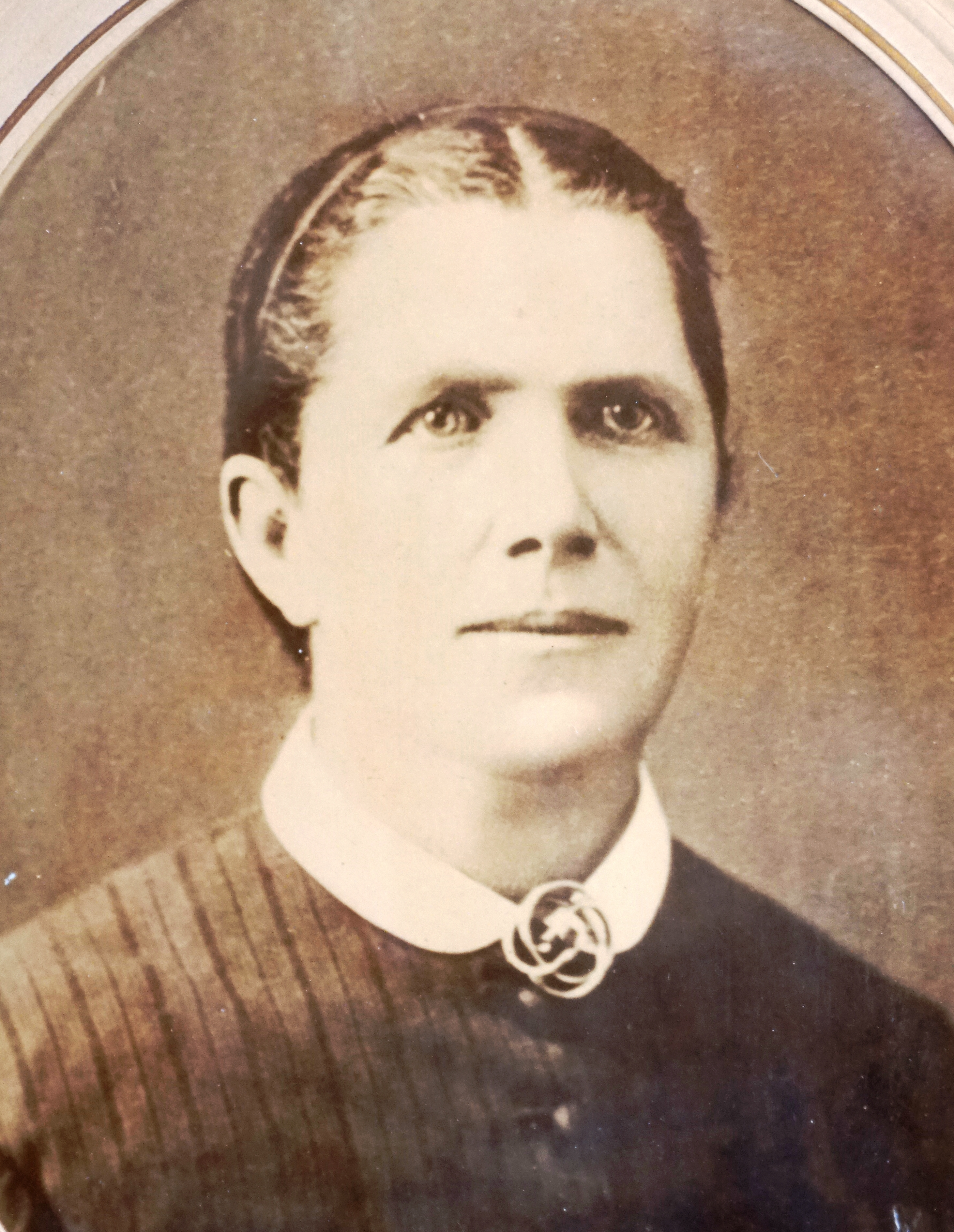
Katharina Bachmann-Forster (1838–1896)

- Katharina Bachmann-Forster (1838–1896)1597–1683: Rudi, Hans-Ulrich und Jakob Mettler
- 1730–1756: Leonhard Küechli, Bürger zu Diessenhofen
- 1745: "Auferbauung der Mühle " (Neubau des Mühlegebäudes?) durch Leonhard Küchli
- 1756: Nach dem Zukauf von mehreren Liegenschaften „Güetli“ und Umbauten der Mühle, gerät Leonhard Küechli in den Konkurs
- 1756: Johann Georg Steiner, Winterthur
- 1762–1766: Johann Rudolf Büohl
- 1766–1781: Dr. Franz Michael Rauch, Diessenhofen
- 1781–1786: Adam Hanghart
- 1786–1800: Durch Gant an Bernhard Joos und Konrad Wepfer

Konrad Bachmann-Stutz (1896–1985)

- Konrad Bachmann-Stutz (1896–1985)1800–1807: Rudolf Lichtenhan, Handelsmann und Bürger von Basel
- 1807–1829: Durch Gant an Felix Zulauf, "Bleiker" in Kundelfingen
- 1829–1857: Rudolf Zulauf
- 1857–1858: Gebrüder Gottlieb Bachmann (1823–1858) und Gottfried Bachmann (1833–1901)
- 1858–1881: Gottfried Bachmann (1833–1901)
- 1862: Erneuerung des Wasserrades
- 1869: Aufhebung des Klosters St. KatharinentalFamilie Bachmann1947; v.l.: Max (* 1939), Mutter Hedwig geb. Stutz (1910–1960), Konrad (1936–1998) mit Hund Rex, Vater Konrad (1896–1985), Paul (1937–2012), Erich (* 1942); Aufnahme: Erwin Maier (1889–1960)[28]

Familie Bachmann1947; v.l.: Max (* 1939), Mutter Hedwig geb. Stutz (1910–1960), Konrad (1936–1998) mit Hund Rex, Vater Konrad (1896–1985), Paul (1937–2012), Erich (* 1942); Aufnahme: Erwin Maier (1889–1960)

- 1881–1896: Katharina Bachmann-Forster (1838–1896)
- 1896–1900: Gebrüder Gottfried Bachmann-Schaub (1864–1934) und Konrad Bachmann-Forster (1864–1937)
- 1900–1932: Konrad Bachmann-Forster (1864–1937)
- 1914/15: Gründung der Elektrizitätskorporation Willisdorf mit Anschluss an das Netz des Elektrizitätswerkes des Kantons Schaffhausen
- 1922 Korrektion des Geisslibaches
- 1924: Ein neuer Plansichter kommt zum Einsatz
- 1928: Die ersten Walzenstühle mit Schrot- und Glattwalzen werden angeschafft

Konrad Bachmann-Fuchs (1936–1998), 1996

- 1932–1972: Konrad Bachmann-Stutz (1896–1985)
- 1932: Anschaffung des ersten Lastwagens der Marke Opel Blitz, 3,5 t Tragkraft, 6 Zylinder 60 PS (44,1 kW) Benzinmotor, Preis Fr. 9‘350.-
- 1939: Optimierung des Wasserrades

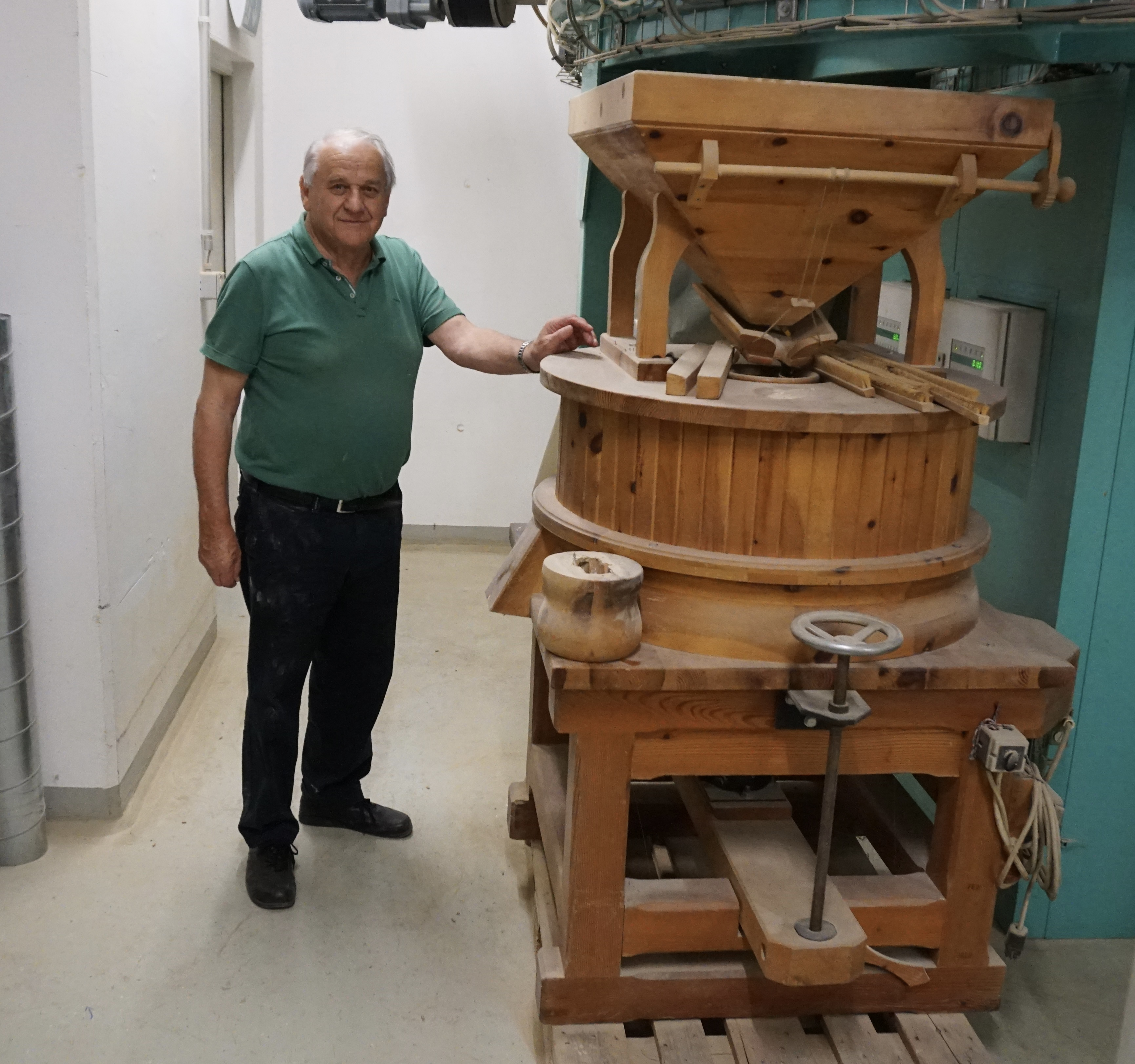
Max Bachmann (* 1939), 2024 neben seiner Mahlgang-Replica

- Max Bachmann (* 1939), 2024 neben seiner Mahlgang-Replica1948: Rückbau des Wasserrades, Einbau einer Francis-Turbine
- 1953: Der Mühlenbetrieb wird automatisiert; um diese Zeit Einbau der ersten mechanischen Rechenputzmaschine, später ersetzt durch ein hydraulisches System
- 1963: Errichtung der Getreidesammelstelle; 6 Zellen und 1 Trockner mit einer Annahmeleistung von 6 t/h
- 1968: Silobau (30 t Zellen)
- 1972: Übernahme durch die Gebrüder Konrad Bachmann-Fuchs (1936–1998) und Max Bachmann (* 1939), Silobau mit 80 t Zellen
- 1978: Siloerweiterung mit 2. Trockner und 100 t Zellen
- 1984: Erweiterungsbau Silo 130 t Zellen, Annahmeleistung 30 t/h
- 1988: Helen Bachmann-Ruesch (* 1946) Diessenhofen, recherchiert und verfasst unter „Studien der Geschichte“ eine Schrift zur Mühle Willisdorf als bedeutendste historische Grundlage für den vorliegenden Wikipedia Artikel[6]
- 1989: 44 t Brückenwaage
- 1991: Bau 3. Trockner
- 1994: Stauwehr-Sanierung
- 1996: Annahmereinigung ersetzt und auf 70 t/h erhöht
- 1998: Gründung der Familien AG; Umwandlung der Kollektivgesellschaft in Mühle Bachmann AG
- 2008: Siloerweiterung auf über 10'000 t SiloraumMax Bachmann, Beat Bachmann, Reto Bachmann und Barbara Bachmann-Fuchs, Besitzer/in der Familien AG; 2025

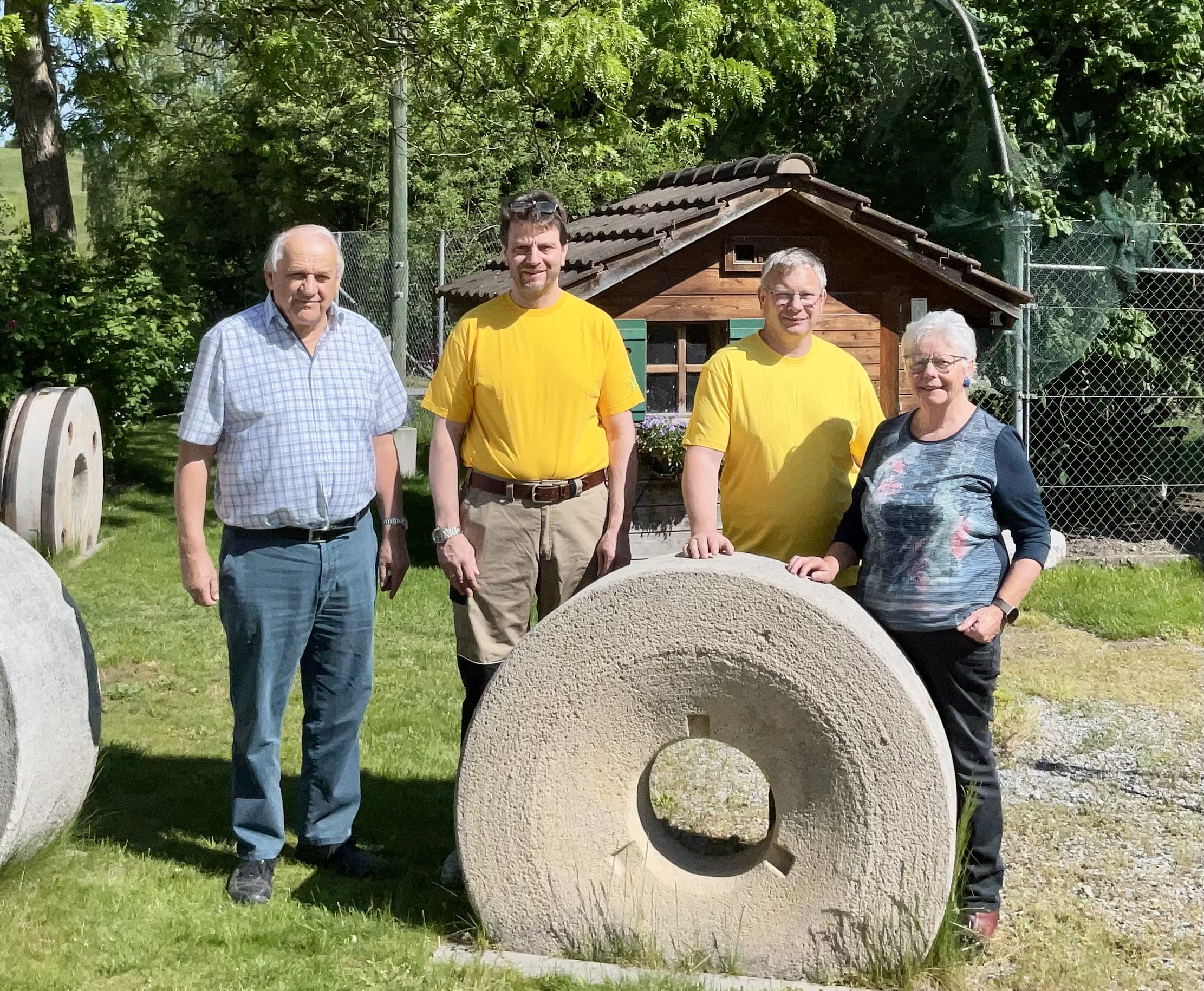
Max Bachmann, Beat Bachmann, Reto Bachmann und Barbara Bachmann-Fuchs, Besitzer/in der Familien AG; 2025

- 2009: November; Start Planung Ersatzbau Mischfutterwerk
- 2011: Mai; Beginn Aushub
- 2011–12: Ersatz- und Neubau der Futtermischanlage
- 2012: Inbetriebnahme der neuen Futtermühle mit Mischfutterwerk; Reto Bachmann (* 1972) und sein Bruder Beat Bachmann (* 1975) übernehmen die Geschäftsführung
- 2014: Zusammen mit der Brunner AG Mühle Oberembrach, wird die Silo Töss AG gegründet; Erweiterung der Lagerkapazität um 5000 t
- 2020: Ende der Wasserkraft-Nutzung: Die Turbine wird stillgelegt
- 2024: Die letzten Maschinen der Mühle werden von Riemen- auf Elektro-Direktantrieb umgerüstet